# 2008 en els vols espacials
Aquest article és una llista d'esdeveniments de vols espacials relacionats que es van produir el 2008. En aquest any es van produir diversos esdeveniments importants com és el primer sobrevol de Mercuri per una nau espacial des de 1975, el descobriment de glaç a Mart per la sonda Phoenix, que va aterrar el maig, el primer passeig espacial xinès per setembre, i el llançament de la primera sonda lunar índia a l'octubre.

## Informació general
La definició acceptada internacionalment d'un vol espacial, no és més que qualsevol vol que travessa la línia de Kármán, 100 quilòmetres sobre el nivell del mar. El primer llançament de vol espacial registrat de l'any va tenir lloc l'11 de gener, quan un Black Brant es va enlairar en trajectòria suborbital des de White Sands, amb la càrrega dedicada a l'astronomia ultraviolada LIDOS. Va ser seguit pel primer llançament orbital de l'any en el 15 de gener, gràcies a un Zenit-3SL de Sea Launch, amb el satèl·lit de comunicacions Thuraya 3. El llançament va marcar el retorn a l'activitat de Sea Launch a causa de l'explosió d'un Zenit-3SL en la zona de llançament en el gener de l'any passat durant l'intent de llançar un satèl·lit NSS-8.

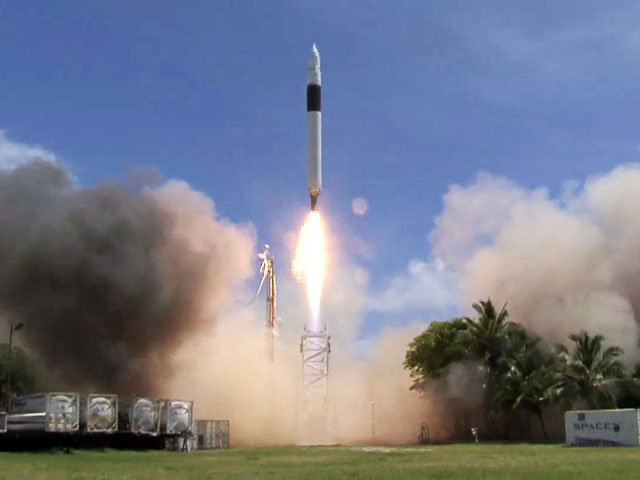
El quart Falcon 1 s'enlaira amb el RatSat

Cinc coets transportadors van realitzar els seus vols inaugurals el 2008; l'Ariane 5ES, Llarga Marxa 3C, Zenit-3SLB, PSLV-XL, i la versió operativa del Falcon 1, amb un motor Merlin-1C actualitzat. Aquests es deriven de tots els sistemes existents. Els míssils Blue Sparrow i Sajjil també van conduir els seus vols inaugurals, i l'ATK Launch Vehicle va realitzar el seu únic vol, però va ser destruït per seguretat del vol després de sortir de la trajectòria prevista. Al novembre, la línia de base de coets Proton-M va ser retirat en favor a la variant Enhanced, que va ser llançat per primer cop el 2007.
En aquest any es van realitzar els primers llançaments de satèl·lits vietnamites i veneçolans, el Vinasat-1 i el Venesat-1 respectivament, mentre que es va registrar un llançament fallit iranià, del que seria, el primer intent de llançament del país. Al setembre, SpaceX va conduir el primer llançament orbital amb èxit desenvolupat de manera privada juntament amb el seu coet transportador de combustible líquid, quan el quart Falcon 1 va llançar el RatSat, seguit pels errors anteriors en el 2006, 2007, i l'agost d'aquest any.

## Exploració espacial

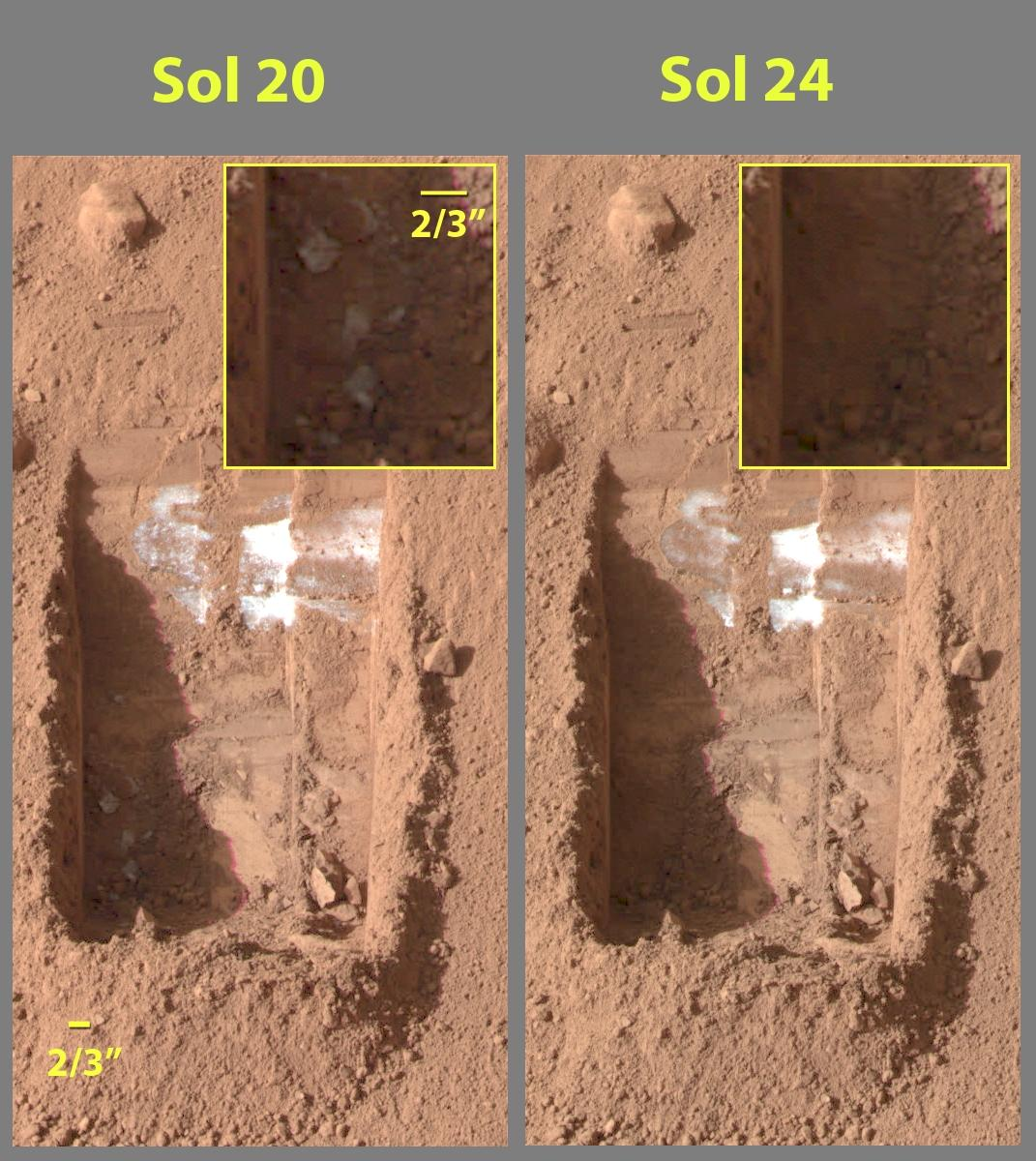
El descobriment d'aigua congelada a Mart

L'Índia va llançar la primera sonda lunar, el Chandraayan-1, el 22 d'octubre, entrant en òrbita selenocèntrica el 8 de novembre. El 16 de novembre, es va llançar la Moon Impact Probe, i es va impactar contra la superfície lunar. Tot i que cap altra nau es va posar en marxa més enllà de l'òrbita geocèntrica en el 2008, es van produir diversos esdeveniments significatius en els vols interplanetaris, que s'havien iniciat en anys anteriors. La MESSENGER va conduir sobrevols de Mercuri al gener i l'octubre, la primera nau a fer-ho des del Mariner 10 el 1975. La Cassini va continuar fent sobrevols a les llunes de Saturn, incloent-hi diversos apropaments a Encèlad, un a la distància de 25 quilòmetres. Al setembre la Rosetta va sobrevolar l'asteroide 2867 Šteins. El 25 de maig, la nau Phoenix va aterrar al Green Valley de Mart, on es va descobrir aigua congelada. La Phoenix va excedir la seva vida de disseny en 90 dies, finalment va fallar el 10 de novembre. La nau espacial Ulysses, llançat el 1990, es va retirar també en el 2008.

## Vol espacial tripulat
Set vols tripulats es van iniciar el 2008, un de la Xina, dos per Rússia i quatre pels Estats Units. A l'abril, Yi So-yeon es va convertir en el primer sud-coreà en volar a l'espai, a bord del Soiuz TMA-12. En el mateix vol, Serguei Vólkov es va convertir en el primer cosmonauta de segona generació. Yi va tornar a la Terra a bord del Soiuz TMA-11, que gairebé va acabar en desastre després d'un error de separació entre els mòduls de descens i servei, resultant en una reentrada balística. Al setembre, la Xina va conduir la tercera missió tripulada, el Shenzhou 7, amb Zhai Zhigang i Liu Boming sent els primers xinesos a realitzar un passeig espacial. El Soiuz TMA-13, llançat a l'octubre, va ser el vol número cent del programa Soiuz per transportar una tripulació en algun moment de la seva missió.
Va continuar la construcció de l'Estació Espacial Internacional, amb el lliurament del mòdul Columbus gràcies al Transbordador espacial Atlantis en la missió STS-122 al febrer. Al març es va veure el llançament del vehicle de transferència automatitzat Jules Verne, una nau espacial no tripulada europea que es va utilitzar per abastir l'estació espacial. També al març, el transbordador espacial Endeavour va ser llançat en la missió STS-123 amb el primer component del Japanese Experiment Module, el Mòdul d'Experiments Logístics. El STS-123 va marcar el vol final del programa Spacelab, amb una paleta del Spacelab utilitzat per portar l'extensió canadenca Dextre RMS. El segon component del JEM, el mòdul principal pressuritzat, va ser llançat en el STS-124, gràcies al transbordador espacial Discovery al maig. Al novembre, el Endeavour va realitzar la missió logística STS-126, amb el MPLM Leonardo.

## Errors de llançament
Al 14 de març, un Proton-M amb tram superior Briz-M va llançar l'AMC-14. Diverses hores després, al 15 de març, el motor Briz-M es va interrompre prematurament durant la ignició, deixant el satèl·lit en una òrbita terrestre mitjana. Després d'una petita disputa legal, el satèl·lit es va vendre, i es va rebaixar en òrbita geosíncrona pels seus propulsors, a costa d'una gran quantitat de combustible i, per tant, de la seva vida operativa.
Al 3 d'agost, SpaceX va llançar el tercer Falcon 1. A causa de pressió residual causada pel motor Merlin-1C actualitzat que va volar per primera vegada, la primera etapa no va contactar amb la segona, resultant que el coet no arribés a l'òrbita. Els satèl·lits Trailblazer, PreSat i NanoSail-D es van perdre durant l'error de llançament, com també la càpsula de sepultura espacial, que contenia les restes de centenars de persones, entre elles l'astronauta Gordon Cooper, l'actor James Doohan, l'escriptor i director John Meredyth Lucas i el planificador de la missió Apollo Mareta West.
Al 16 d'agost, Iran va llançar un Safir, que va ser registrar oficialment com a èxit, tot i que es va informar d'una avaria en la segona etapa. El propòsit d'aquest llançament està en dubte, ja que abans de la posada en marxa es va afirmar que es posaria l'Omid a l'òrbita, mentre que després del llançament, es va informar que es va llançar una secció de coet. Altres informes van indicar que el llançament era només una prova suborbital del coet. Si es tractava d'un intent de llançament orbital, resultaria ser el primer intent de l'Iran de llançar un satèl·lit.

## Resum de llançaments

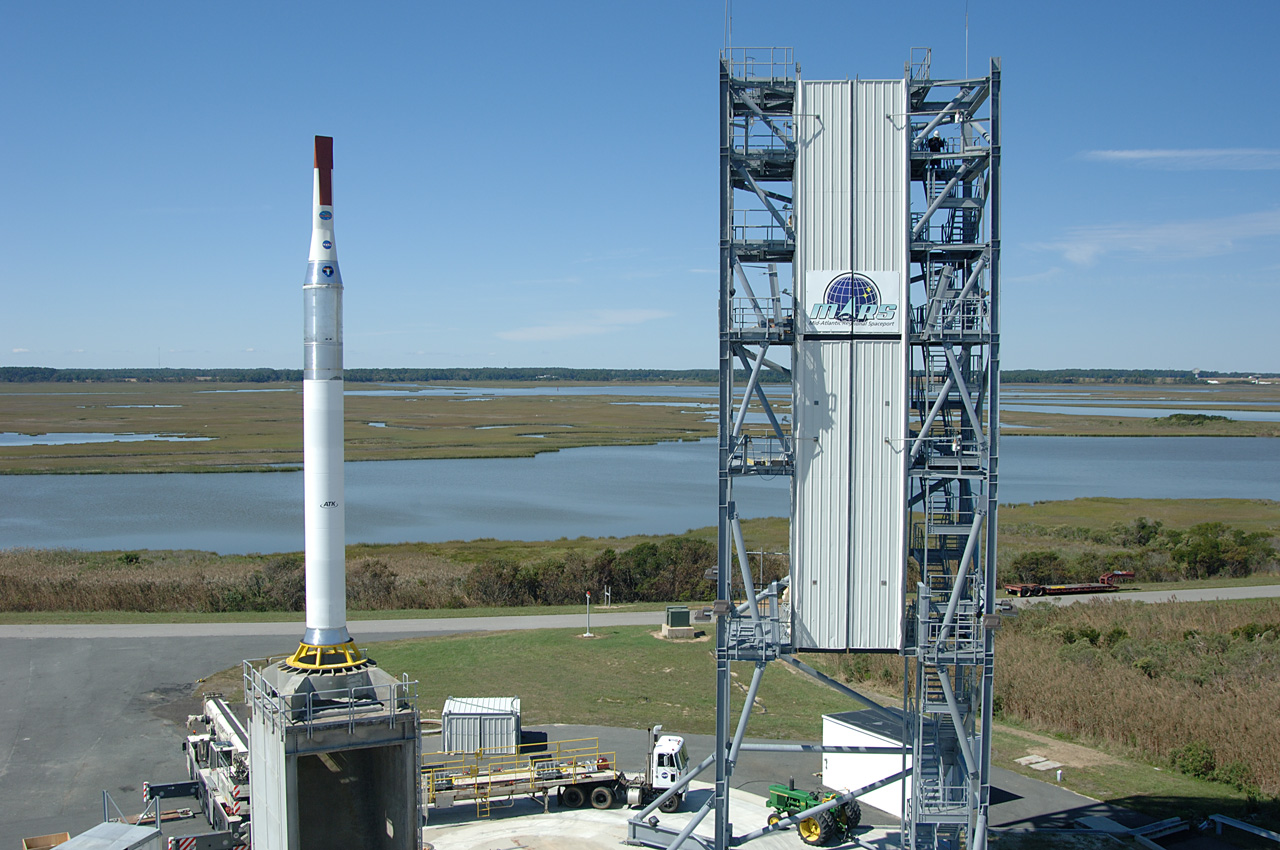
L'ATK Launch Vehicle, llançat com a vol suborbital a l'agost

En total, es van fer en seixanta-nou llançaments orbitals el 2008, amb seixanta-set assolint l'òrbita, i dos errors rotunds si es compta el llançament iranià a l'agost. Es tracta d'un augment d'intents de llançament orbitals respecte al 2007, amb dos llançaments més que assoleixen l'òrbita, i que continua una tendència a l'alça en les mitjanes de llançament des del 2006. El llançament final de l'any es va dur a terme el 25 de desembre, per un Protó-M amb tres satèl·lits de navegació GLONASS per al govern rus.

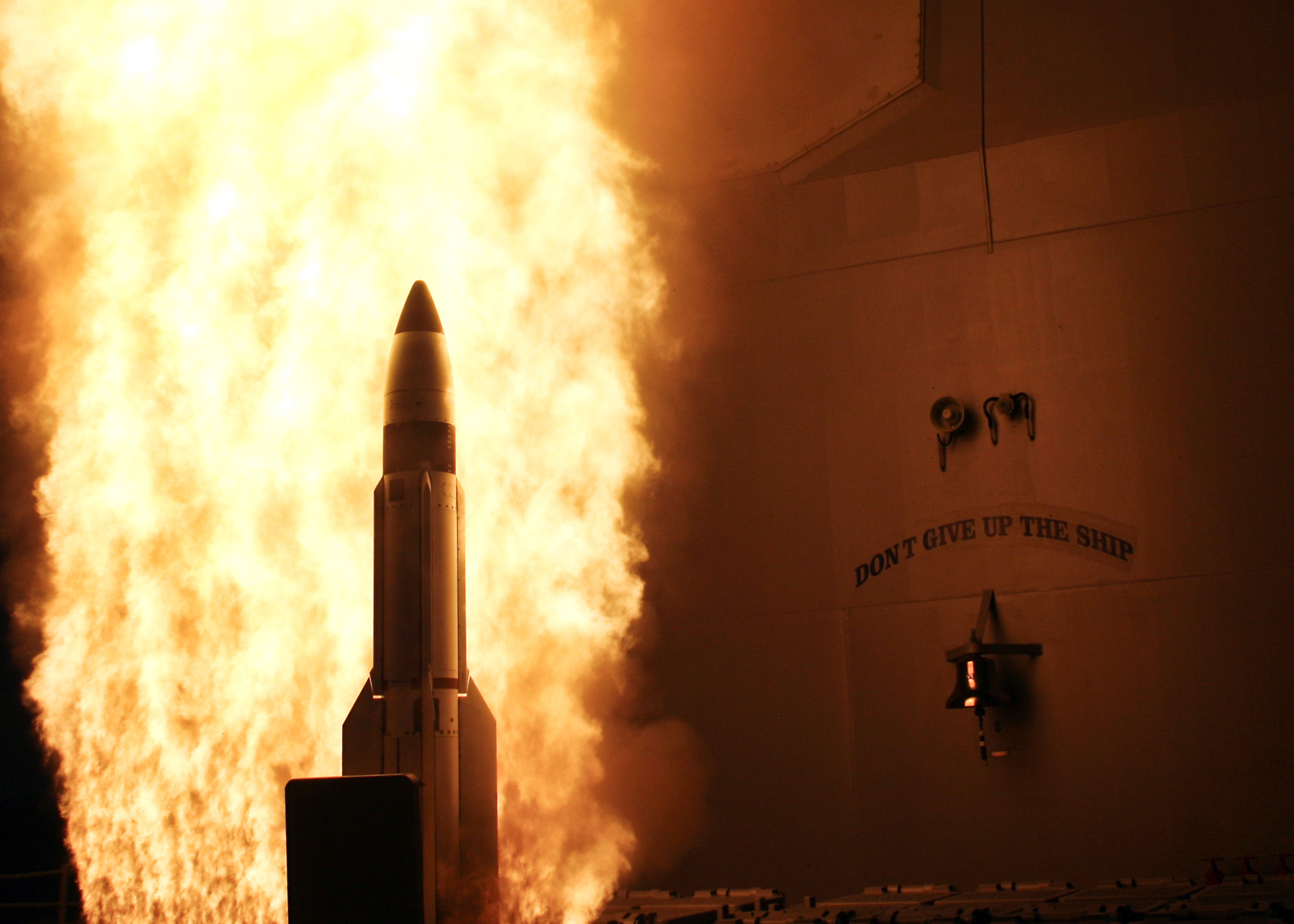
Llançament d'un míssil SM-3 per destruir el USA-193

En aquest any es van veure un gran nombre de llançaments de coets sonda i míssils. El 21 de febrer, es va utilitzar un RIM-161 Standard Missile 3 com a arma anti-satèl·lit per destruir el satèl·lit USA-193. L'USA-193 va ser un satèl·lit espia dels Estats Units que va fallar immediatament després del seu llançament el 2006.

### Per país
La Xina va dur a terme 12 llançaments orbitals dels quinze planificats. Europa tenia la intenció de dur a terme set llançaments de coets Ariane 5, i el vol inaugural del coet Vega, no obstant això els retards de les càrregues útils va ampliar l'ús dels Arianes fins al 2009, i el Vega es va retardar a causa de problemes de desenvolupament. L'Índia havia programat originalment de cinc a set llançaments, però, només tres es van dur a terme, majoritàriament a causa dels retards amb el llançament del Chandraayan-1. El Japó havia programat tres llançaments en el 2008, dels quals un es va posar en marxa, un H-IIA amb el WINDS al febrer. Rússia i l'antiga Unió Soviètica va dur a terme vint-i-sis llançaments, sense incloure els programes de llançament internacionals de Sea and Land Launch, que va realitzar-ne sis. Els Estats Units va conduir catorze llançaments, tot i que s'havien anunciat originalment en els seus plans de llançar molts més, però per problemes tècnics amb diversos coets, en particular els Atlas V, Delta II i Falcon 1, van causar una sèrie de retards. Els problemes de l'Atlas, combinats amb una sèrie de retards en el llançament del NRO L-26 en un Delta IV, va donar lloc a només dos de deu llançaments planificats en EELV. Dos de sis llançaments planificats del transbordador espacial també van ser retardats fins al 2009, a causa de problemes amb un lliurament de tanc extern, i un altre a causa d'un dels principals errors en els sistemes del Telescopi Espacial Hubble, que van haver de ser reparats. Israel no va informar d'haver programat, o dut a terme un intent de llançament orbital.

## Llançaments
| Data i hora (UTC)       | Coet | Coet                                         | Plataforma de llançament             | Plataforma de llançament             | LSP                                       | LSP                                       |
| ----------------------- | --- | -------------------------------------------- | ------------------------------------ | ------------------------------------ | ----------------------------------------- | ----------------------------------------- |
| Data i hora (UTC)       | Càrrega útil | Operador                                     | Òrbita                               | Funció                               | Deteriorament (UTC)                       | Resultat                                  |
| Data i hora (UTC)       | Comentaris |                                              |                                      |                                      |                                           |                                           |
| Gener                   | |                                              |                                      |                                      |                                           |                                           |
| 11 de gener 05:32       | - Black Brant IX | - Black Brant IX                             | - White Sands LC-36                  | - White Sands LC-36                  | - NASA                                    | - NASA                                    |
| 11 de gener 05:32       | - LIDOS | JHU                                          | Suborbital                           | Astronomia UV                        | 05:42                                     | Reeixit                                   |
| 11 de gener 05:32       | Apogeu: 315 km |                                              |                                      |                                      |                                           |                                           |
| 15 de gener 11:49       | - Zenit-3SL | - Zenit-3SL                                  | - Ocean Odyssey                      | - Ocean Odyssey                      | - Sea Launch                              | - Sea Launch                              |
| 15 de gener 11:49       | - Thuraya 3 | Thuraya                                      | Geosíncrona                          | Comunicacions                        | En òrbita                                 | operativa                                 |
| 17 de gener             | - Jericho III | - Jericho III                                | - Palmachim                          | - Palmachim                          | - Israeli Air Force                       | - Israeli Air Force                       |
| 17 de gener             | | Israeli Air Force                            | Suborbital                           | Prova de míssils                     | 17 de gener                               | Reeixit                                   |
| 18 de gener 07:30       | - Black Brant XII | - Black Brant XII                            | - Andøya                             | - Andøya                             | - NASA                                    | - NASA                                    |
| 18 de gener 07:30       | - SCIFER-2 | Cornell/Dartmouth                            | Suborbital                           | Ionosfèric                           | 18 de gener                               | Reeixit                                   |
| 18 de gener 07:30       | Apogeu: 1460 km |                                              |                                      |                                      |                                           |                                           |
| 21 de gener 03:45       | - PSLV-CA | - PSLV-CA                                    | - Satish Dhawan FLP                  | - Satish Dhawan FLP                  | - ISRO                                    | - ISRO                                    |
| 21 de gener 03:45       | - TecSAR (Polaris) | IAI                                          | Òrbita baixa                         | Imatgeria de radar                   | En òrbita                                 | operativa                                 |
| 25 de gener             | - Shaheen-I | - Shaheen-I                                  | - Sonmiani                           | - Sonmiani                           | - Exèrcit del Pakistan                    | - Exèrcit del Pakistan                    |
| 25 de gener             | | Army of Pakistan                             | Suborbital                           | Prova de míssils                     | 25 de gener                               | Reeixit                                   |
| 28 de gener 00:18       | - Proton-M/Briz-M | - Proton-M/Briz-M                            | - Baikonur Site 200/39               | - Baikonur Site 200/39               | - Roskosmos                               | - Roskosmos                               |
| 28 de gener 00:18       | - Ekspress AM-33 | RSCC                                         | Geosíncrona                          | Comunicacions                        | En òrbita                                 | operativa                                 |
| 31 de gener 19:14       | - VS-30-Orion | - VS-30-Orion                                | - Andøya                             | - Andøya                             | - DLR/Andøya                              | - DLR/Andøya                              |
| 31 de gener 19:14       | - HotPay-2 | Leeds                                        | Suborbital                           | Ionosfèric                           | 31 de gener                               | Reeixit                                   |
| 31 de gener 19:14       | Apogeu: 380.6 km |                                              |                                      |                                      |                                           |                                           |
| Febrer                  | |                                              |                                      |                                      |                                           |                                           |
| 4 de febrer             | - Safir | - Safir                                      | - Semnan                             | - Semnan                             | - ISA                                     | - ISA                                     |
| 4 de febrer             | - Kavoshgar-1 | ISA                                          | Suborbital                           | Prova                                | 4 de febrer                               | Reeixit                                   |
| 5 de febrer 13:02:54    | - Soiuz-U | - Soiuz-U                                    | - Bakionur Site 1/5                  | - Bakionur Site 1/5                  | - Roskosmos                               | - Roskosmos                               |
| 5 de febrer 13:02:54    | - Progress M-63 | Roskosmos                                    | Òrbita baixa (ISS)                   | Logística                            | 7 d'abril 11:50                           | Reeixit                                   |
| 5 de febrer 13:02:54    | Vol de l'ISS 28P |                                              |                                      |                                      |                                           |                                           |
| 6 de febrer 09:14:40    | - S-310 | - S-310                                      | - Uchinoura                          | - Uchinoura                          | - JAXA                                    | - JAXA                                    |
| 6 de febrer 09:14:40    | | JAXA                                         | Suborbital                           | Ionosfèric                           | 6 de febrer                               | Reeixit                                   |
| 7 de febrer 11:30       | - VSB-30 | - VSB-30                                     | - Esrange                            | - Esrange                            | - DLR/ESA                                 | - DLR/ESA                                 |
| 7 de febrer 11:30       | - TEXUS-44 | DLR/ESA                                      | Suborbital                           | Microgravetat                        | 7 de febrer                               | Reeixit                                   |
| 7 de febrer 11:30       | Apogeu: 264 km |                                              |                                      |                                      |                                           |                                           |
| 7 de febrer 19:45:30    | - Transbordador espacial Atlantis | - Transbordador espacial Atlantis            | - Kennedy LC-39A                     | - Kennedy LC-39A                     | - United Space Alliance                   | - United Space Alliance                   |
| 7 de febrer 19:45:30    | - STS-122 | NASA                                         | Òrbita baixa (ISS)                   | Construcció de la ISS                | 20 de febrer 14:07:10                     | Reeixit                                   |
| 7 de febrer 19:45:30    | - Columbus | ESA                                          | Òrbita baixa (ISS)                   | component de la ISS                  | En òrbita                                 | operativa                                 |
| 7 de febrer 19:45:30    | Vol espacial tripulat amb set astronautes |                                              |                                      |                                      |                                           |                                           |
| 11 de febrer 11:34      | - Proton-M/Briz-M | - Proton-M/Briz-M                            | - Baikonur Site 200/39               | - Baikonur Site 200/39               | - International Launch Services           | - International Launch Services           |
| 11 de febrer 11:34      | - Thor-5 | Telenor                                      | Geosíncrona                          | Comunicacions                        | En òrbita                                 | operativa                                 |
| 21 de febrer 03:26      | - RIM-161 Standard Missile 3 | - RIM-161 Standard Missile 3                 | - USS Lake Erie                      | - USS Lake Erie                      | - Marina dels Estats Units d'Amèrica/MDA  | - Marina dels Estats Units d'Amèrica/MDA  |
| 21 de febrer 03:26      | - ASAT | MDA                                          | Suborbital                           | Intercepció de satèl·lit             | 03:29                                     | Reeixit                                   |
| 21 de febrer 03:26      | Va destruir el satèl·lit USA-193 |                                              |                                      |                                      |                                           |                                           |
| 21 de febrer 06:15      | - VSB-30 | - VSB-30                                     | - Esrange                            | - Esrange                            | - DLR/ESA                                 | - DLR/ESA                                 |
| 21 de febrer 06:15      | - TEXUS-45 | DLR/ESA                                      | Suborbital                           | Microgravetat                        | 21 de febrer                              | Reeixit                                   |
| 23 de febrer 08:55      | - H-IIA 2024 | - H-IIA 2024                                 | - Tanegashima LA-Y                   | - Tanegashima LA-Y                   | - Mitsubishi                              | - Mitsubishi                              |
| 23 de febrer 08:55      | - WINDS (Kizuna) | JAXA/NICT                                    | Geosíncrona                          | Comunicacions Tecnologia             | En òrbita                                 | operativa                                 |
| 26 de febrer 07:28      | - K-15 Sagarika | - K-15 Sagarika                              | - INS Kalinga                        | - INS Kalinga                        | - Indian Navy                             | - Indian Navy                             |
| 26 de febrer 07:28      | | Indian Navy                                  | Suborbital                           | Prova de míssils                     | 26 de febrer                              | Reeixit                                   |
| Març                    | |                                              |                                      |                                      |                                           |                                           |
| 9 de març 04:03:07      | - Ariane 5ES | - Ariane 5ES                                 | - Kourou ELA-3                       | - Kourou ELA-3                       | - Arianespace                             | - Arianespace                             |
| 9 de març 04:03:07      | - Jules Verne ATV | ESA                                          | Òrbita baixa (ISS)                   | Logística                            | 29 de setembre 13:31                      | Reeixit                                   |
| 9 de març 04:03:07      | Vol inaugural del Ariane 5ES i ATV |                                              |                                      |                                      |                                           |                                           |
| 11 de març 06:28:14     | - Transbordador espacial Endeavour | - Transbordador espacial Endeavour           | - Kennedy LC-39A                     | - Kennedy LC-39A                     | - United Space Alliance                   | - United Space Alliance                   |
| 11 de març 06:28:14     | - STS-123 | NASA                                         | Òrbita baixa (ISS)                   | Construcció de la ISS                | 27 de març 00:39:08                       | Reeixit                                   |
| 11 de març 06:28:14     | - Spacelab MD002 | NASA                                         | Òrbita baixa (STS/ISS)               | Logística                            | 27 de març 00:39:08                       | Reeixit                                   |
| 11 de març 06:28:14     | - JEM ELM-PF | JAXA                                         | Òrbita baixa (ISS)                   | component de la ISS                  | En òrbita                                 | operativa                                 |
| 11 de març 06:28:14     | - Dextre (SPDM) | MDA Corporation                              | Òrbita baixa (ISS)                   | component de la ISS                  | En òrbita                                 | operativa                                 |
| 11 de març 06:28:14     | Vol espacial tripulat amb set astronautes Vol final del programa Spacelab, la paleta es va utilitzar per transportar el Dextre |                                              |                                      |                                      |                                           |                                           |
| 13 de març 10:02        | - Atlas V 411 | - Atlas V 411                                | - Vandenberg SLC-3E                  | - Vandenberg SLC-3E                  | - United Launch Alliance                  | - United Launch Alliance                  |
| 13 de març 10:02        | - USA-200 (Prowler) | NRO                                          | Molnia                               | ELINT                                | En òrbita                                 | operativa                                 |
| 13 de març 10:02        | Llançament del NRO 28, primer llançament de l'Atlas V des de Vandenberg |                                              |                                      |                                      |                                           |                                           |
| 14 de març 23:18:55     | - Proton-M/Briz-M | - Proton-M/Briz-M                            | - Baikonur Site 200/39               | - Baikonur Site 200/39               | - International Launch Services           | - International Launch Services           |
| 14 de març 23:18:55     | - AMC-14 | SES Americom                                 | Geosíncrona                          | Comunicacions                        | En òrbita                                 | operativa Error parcial de llançament     |
| 14 de març 23:18:55     | Hi va haver un malfuncionament en el tram superior durant la segona ignició deixant el vehicle en l'òrbita incorrecta Es va intentar recuperar la nau però es va abandonar per problemes legals. Més tard es va vendre i es va reiniciar els esforços de recuperació. |                                              |                                      |                                      |                                           |                                           |
| 15 de març 06:10        | - Delta II 7925-9.5 | - Delta II 7925-9.5                          | - Cape Canaveral SLC-17A             | - Cape Canaveral SLC-17A             | - United Launch Alliance                  | - United Launch Alliance                  |
| 15 de març 06:10        | - USA-201 (GPS IIR-19/M6) | Força Aèria dels Estats Units d'Amèrica      | òrbita mitjana                       | Navegació                            | En òrbita                                 | operativa                                 |
| 15 de març 06:10        | 80è llançament amb èxit consecutiu del Delta II. |                                              |                                      |                                      |                                           |                                           |
| 19 de març 22:47:59     | - Zenit-3SL | - Zenit-3SL                                  | - Ocean Odyssey                      | - Ocean Odyssey                      | - Sea Launch                              | - Sea Launch                              |
| 19 de març 22:47:59     | - DirecTV-11 | DirecTV                                      | Geosíncrona                          | Comunicacions                        | En òrbita                                 | operativa                                 |
| 23 de març 04:45        | - Agni 1 | - Agni 1                                     | - Integrated Test Range LC-4         | - Integrated Test Range LC-4         | - Exèrcit Indi                            | - Exèrcit Indi                            |
| 23 de març 04:45        | | SFC/DRDO                                     | Suborbital                           | Prova de míssils                     | 23 de març                                | Reeixit                                   |
| 27 de març 17:15        | - Kosmos-3M | - Kosmos-3M                                  | - Plesetsk Site 132/1                | - Plesetsk Site 132/1                | - COSMOS International                    | - COSMOS International                    |
| 27 de març 17:15        | - SAR-Lupe 4 | Bundeswehr                                   | Òrbita baixa, polar                  | Imatgeria de radar                   | En òrbita                                 | operativa                                 |
| 28 de març              | - VSB-30 | - VSB-30                                     | - Andøya                             | - Andøya                             | - Andøya                                  | - Andøya                                  |
| 28 de març              | - Mini-DUSTY 14 | Andøya                                       | Suborbital                           | Ionosfèric                           | 28 de març                                | Reeixit                                   |
| Abril                   | |                                              |                                      |                                      |                                           |                                           |
| 2 d'abril 08:01         | - LGM-30G Minuteman III | - LGM-30G Minuteman III                      | - Vandenberg LF-09                   | - Vandenberg LF-09                   | - Força Aèria dels Estats Units d'Amèrica | - Força Aèria dels Estats Units d'Amèrica |
| 2 d'abril 08:01         | - GT-196GM | Força Aèria dels Estats Units d'Amèrica      | Suborbital                           | Prova de míssils                     | 2 d'abril                                 | Reeixit                                   |
| 2 d'abril 08:01         | va viatjar 6759 km |                                              |                                      |                                      |                                           |                                           |
| 8 d'abril 11:16:39      | - Soiuz-FG | - Soiuz-FG                                   | - Baikonur Site 1/5                  | - Baikonur Site 1/5                  | - Roskosmos                               | - Roskosmos                               |
| 8 d'abril 11:16:39      | - Soiuz TMA-12 | Roskosmos                                    | Òrbita baixa (ISS)                   | ISS Expedition 17                    | 24 d'octubre 03:37                        | Reeixit                                   |
| 8 d'abril 11:16:39      | Vol espacial tripulat amb tres cosmonautes, incloent-hi el primer sud-coreà a l'espai i el primer cosmonauta de segona generació Acoblat el 10 d'abril a les 12:57 GMT |                                              |                                      |                                      |                                           |                                           |
| 14 d'abril 16:58        | - Black Brant IX | - Black Brant IX                             | - White Sands LC-36                  | - White Sands LC-36                  | - NASA                                    | - NASA                                    |
| 14 d'abril 16:58        | - SEE | UCB LASP                                     | Suborbital                           | Astronomia UV                        | 17:08                                     | Reeixit                                   |
| 14 d'abril 20:12:00     | - Atlas V 421 | - Atlas V 421                                | - Cape Canaveral SLC-41              | - Cape Canaveral SLC-41              | - United Launch Alliance                  | - United Launch Alliance                  |
| 14 d'abril 20:12:00     | - ICO G1 | ICO                                          | Geosíncrona                          | Comunicacions                        | En òrbita                                 | operativa                                 |
| 14 d'abril 20:12:00     | El satèl·lit comercial més pesant en òrbita geosíncrona. El satèl·lit més pesant a ser llançat per un coet Atlas. |                                              |                                      |                                      |                                           |                                           |
| 15 d'abril              | - Blue Sparrow | - Blue Sparrow                               | - F-15 Eagle, Israel                 | - F-15 Eagle, Israel                 | - Israeli Air Force                       | - Israeli Air Force                       |
| 15 d'abril              | | Israeli Air Force                            | Suborbital                           | Vol de proves                        | 15 d'abril                                | Reeixit                                   |
| 15 d'abril              | Vol inaugural del Blue Sparrow |                                              |                                      |                                      |                                           |                                           |
| 16 d'abril 17:01        | - Pegasus-XL | - Pegasus-XL                                 | Stargazer, Kwajalein Atoll           | Stargazer, Kwajalein Atoll           | - Orbital Sciences                        | - Orbital Sciences                        |
| 16 d'abril 17:01        | - C/NOFS | STP/NASA                                     | Òrbita baixa                         | Electrodinàmica                      | En òrbita                                 | operativa                                 |
| 18 d'abril 22:17        | - Ariane 5ECA | - Ariane 5ECA                                | - Kourou ELA-3                       | - Kourou ELA-3                       | - Arianespace                             | - Arianespace                             |
| 18 d'abril 22:17        | - Vinasat-1 | VNPT                                         | Geosíncrona                          | Comunicacions                        | En òrbita                                 | operativa                                 |
| 18 d'abril 22:17        | - Star One C2 | Star One                                     | Geosíncrona                          | Comunicacions                        | En òrbita                                 | operativa                                 |
| 18 d'abril 22:17        | Primer satèl·lit vietnamita |                                              |                                      |                                      |                                           |                                           |
| 19 d'abril              | - Shaheen-II | - Shaheen-II                                 | - Sonmiani                           | - Sonmiani                           | - Army of Pakistan                        | - Army of Pakistan                        |
| 19 d'abril              | | Exèrcit del Pakistan                         | Suborbital                           | Prova de míssils                     | 19 d'abril                                | Reeixit                                   |
| 21 d'abril              | - Shaheen-II | - Shaheen-II                                 | - Sonmiani                           | - Sonmiani                           | - Army of Pakistan                        | - Army of Pakistan                        |
| 21 d'abril              | | Exèrcit del Pakistan                         | Suborbital                           | Prova de míssils                     | 21 d'abril                                | Reeixit                                   |
| 25 d'abril 15:35        | - Llarga Marxa 3C | - Llarga Marxa 3C                            | - Xichang LA-2                       | - Xichang LA-2                       | - CNSA                                    | - CNSA                                    |
| 25 d'abril 15:35        | - Tianlian-1 | CNSA                                         | Geosíncrona                          | Comunicacions                        | En òrbita                                 | operativa                                 |
| 25 d'abril 15:35        | Vol inaugural del Llarga Marxa 3C |                                              |                                      |                                      |                                           |                                           |
| 26 d'abril 22:16:02     | - Soyuz-FG/Fregat | - Soyuz-FG/Fregat                            | - Baikonur Site 31/6                 | - Baikonur Site 31/6                 | - Starsem                                 | - Starsem                                 |
| 26 d'abril 22:16:02     | - GIOVE-B | ESA                                          | òrbita mitjana                       | Navegació Tecnologia                 | En òrbita                                 | operativa                                 |
| 28 d'abril 03:53:51     | - PSLV-C | - PSLV-C                                     | - Satish Dhawan SLP                  | - Satish Dhawan SLP                  | - ISRO                                    | - ISRO                                    |
| 28 d'abril 03:53:51     | - Cartosat-2A | ISRO                                         | Òrbita baixa                         | Teledetecció                         | En òrbita                                 | operativa                                 |
| 28 d'abril 03:53:51     | - TWSAT | ISRO                                         | Òrbita baixa                         | Teledetecció                         | En òrbita                                 | operativa                                 |
| 28 d'abril 03:53:51     | - CanX-2 | UTIAS                                        | Òrbita baixa                         | Tecnologia                           | En òrbita                                 | operativa                                 |
| 28 d'abril 03:53:51     | - Cute-1.7+APD II | Tokodai                                      | Òrbita baixa                         | Tecnologia                           | En òrbita                                 | operativa                                 |
| 28 d'abril 03:53:51     | - Delfi-C3 | Delft                                        | Òrbita baixa                         | Tecnologia                           | En òrbita                                 | operativa                                 |
| 28 d'abril 03:53:51     | - AAUSAT-II | Aalborg                                      | Òrbita baixa                         | Radiació                             | En òrbita                                 | operativa                                 |
| 28 d'abril 03:53:51     | - COMPASS-1 | Aachen                                       | Òrbita baixa                         | Teledetecció Technology              | En òrbita                                 | operativa                                 |
| 28 d'abril 03:53:51     | - SEEDS-2 | Nihon                                        | Òrbita baixa                         | Tecnologia                           | En òrbita                                 | operativa                                 |
| 28 d'abril 03:53:51     | - CanX-6 | UTIAS/COM DEV                                | Òrbita baixa                         | Tecnologia                           | En òrbita                                 | operativa                                 |
| 28 d'abril 03:53:51     | - RUBIN-8 | OHB System                                   | Òrbita baixa                         | Tecnologia                           | En òrbita                                 | operativa                                 |
| 28 d'abril 03:53:51     | Totes les càrregues excepte el CartoSat, TWSAT i RUBIN són CubeSats, i es van llançar amb designació NSL-4, excepte el CanX-6 que era un NSL-5. El RUBIN-8 va romandre intencionadament enganxat al tram superior del coet |                                              |                                      |                                      |                                           |                                           |
| 28 d'abril 05:00        | - Zenit-3SLB | - Zenit-3SLB                                 | - Baikonur Site 45/1                 | - Baikonur Site 45/1                 | - Land Launch                             | - Land Launch                             |
| 28 d'abril 05:00        | - AMOS-3 (AMOS-60) | SCL                                          | Geosíncrona                          | Comunicacions                        | En òrbita                                 | operativa                                 |
| 28 d'abril 05:00        | Primer vol de Land Launch i vol inaugural del Zenit-3SLB. Va ssolir una òrbita incorrecta a causa del baix rendiment del coet portador. Corregit pel satèl·lit a canvi de combustible del vehicle, sense afectar la vida operativa. |                                              |                                      |                                      |                                           |                                           |
| Maig                    | |                                              |                                      |                                      |                                           |                                           |
| 1 de maig 05:30         | - Black Brant IX | - Black Brant IX                             | - White Sands LC-36                  | - White Sands LC-36                  | - NASA                                    | - NASA                                    |
| 1 de maig 05:30         | | JHU                                          | Suborbital                           | Astronomia UV                        | 05:40                                     | Reeixit                                   |
| 7 de maig 04:26         | - Agni-III | - Agni-III                                   | - Integrated Test Range LC-4         | - Integrated Test Range LC-4         | - Exèrcit Indi                            | - Exèrcit Indi                            |
| 7 de maig 04:26         | | SFC/DRDO                                     | Suborbital                           | Prova de míssils                     | 04:41                                     | Reeixit                                   |
| 8 de maig               | - UGM-133 Trident II | - UGM-133 Trident II                         | - USS Nebraska                       | - USS Nebraska                       | - Exèrcit dels Estats Units d'Amèrica     | - Exèrcit dels Estats Units d'Amèrica     |
| 8 de maig               | | Exèrcit dels Estats Units d'Amèrica          | Suborbital                           | Prova de míssils                     | 8 de maig                                 | Reeixit                                   |
| 8 de maig               | - UGM-133 Trident II | - UGM-133 Trident II                         | - USS Nebraska                       | - USS Nebraska                       | - Exèrcit dels Estats Units d'Amèrica     | - Exèrcit dels Estats Units d'Amèrica     |
| 8 de maig               | | Exèrcit dels Estats Units d'Amèrica          | Suborbital                           | Prova de míssils                     | 8 de maig                                 | Reeixit                                   |
| 14 de maig 20:22:54     | - Soiuz-U | - Soiuz-U                                    | - Baikonur Site 1/5                  | - Baikonur Site 1/5                  | - Roskosmos                               | - Roskosmos                               |
| 14 de maig 20:22:54     | - Progress M-64 | Roskosmos                                    | Òrbita baixa (ISS)                   | Logística                            | 8 de setembre                             | Reeixit                                   |
| 14 de maig 20:22:54     | Vol de l'ISS 29P |                                              |                                      |                                      |                                           |                                           |
| 15 de maig 04:00        | - VSB-30 | - VSB-30                                     | - Esrange                            | - Esrange                            | - SSC/DLR                                 | - SSC/DLR                                 |
| 15 de maig 04:00        | - MASER-11 | SSC/ESA                                      | Suborbital                           | Microgravetat                        | 15 de maig                                | Reeixit                                   |
| 15 de maig 04:00        | Apogeu: 252 km |                                              |                                      |                                      |                                           |                                           |
| 21 de maig 09:43        | - Zenit-3SL | - Zenit-3SL                                  | - Ocean Odyssey                      | - Ocean Odyssey                      | - Sea Launch                              | - Sea Launch                              |
| 21 de maig 09:43        | - Galaxy 18 | Intelsat                                     | Geosíncrona                          | Comunicacions                        | En òrbita                                 | operativa                                 |
| 22 de maig 10:04        | - LGM-30G Minuteman III | - LGM-30G Minuteman III                      | - Vandenberg LF-10                   | - Vandenberg LF-10                   | - Força Aèria dels Estats Units d'Amèrica | - Força Aèria dels Estats Units d'Amèrica |
| 22 de maig 10:04        | - GT-197GM | Força Aèria dels Estats Units d'Amèrica/NNSA | Suborbital                           | Prova de míssils                     | 22 de maig                                | Reeixit                                   |
| 22 de maig 10:04        | Prova de llarg abast |                                              |                                      |                                      |                                           |                                           |
| 23 de maig 05:00        | - Prithvi | - Prithvi                                    | - Integrated Test Range              | - Integrated Test Range              | - Exèrcit Indi                            | - Exèrcit Indi                            |
| 23 de maig 05:00        | | Exèrcit Indi                                 | Suborbital                           | Prova de míssils                     | 23 de maig                                | Reeixit                                   |
| 23 de maig 05:00        | User test |                                              |                                      |                                      |                                           |                                           |
| 23 de maig 15:20:09     | - Rókot/Briz-KM | - Rókot/Briz-KM                              | - Plesetsk Site 133/3                | - Plesetsk Site 133/3                | - RVSN                                    | - RVSN                                    |
| 23 de maig 15:20:09     | - Kosmos 2437 (Rodnik) | VKS                                          | Òrbita baixa                         | Comunicacions                        | En òrbita                                 | operativa                                 |
| 23 de maig 15:20:09     | - Kosmos 2438 (Rodnik) | VKS                                          | Òrbita baixa                         | Comunicacions                        | En òrbita                                 | operativa                                 |
| 23 de maig 15:20:09     | - Kosmos 2439 (Rodnik) | VKS                                          | Òrbita baixa                         | Comunicacions                        | En òrbita                                 | operativa                                 |
| 23 de maig 15:20:09     | - Yubeleiny | NPO PM                                       | Òrbita baixa                         | Tecnologia                           | En òrbita                                 | operativa                                 |
| 27 de maig 03:02        | - Llarga Marxa 4C | - Llarga Marxa 4C                            | - Taiyuan LC-1                       | - Taiyuan LC-1                       | - CNSA                                    | - CNSA                                    |
| 27 de maig 03:02        | - Feng Yun 3A | CMA                                          | Sun-synchronous                      | Meteorologia                         | En òrbita                                 | operativa                                 |
| 29 de maig              | - Tszyuylan-2 | - Tszyuylan-2                                | - P629 Submarine, Yellow Sea         | - P629 Submarine, Yellow Sea         | - PLAN                                    | - PLAN                                    |
| 29 de maig              | | PLAN                                         | Suborbital                           | Prova de míssils                     | 29 de maig                                | Reeixit                                   |
| 31 de maig 21:02:12     | - Transbordador espacial Discovery | - Transbordador espacial Discovery           | - Kennedy LC-39A                     | - Kennedy LC-39A                     | - United Space Alliance                   | - United Space Alliance                   |
| 31 de maig 21:02:12     | - STS-124 | NASA                                         | Òrbita baixa (ISS)                   | Construcció de la ISS                | 14 de juny 15:15                          | Reeixit                                   |
| 31 de maig 21:02:12     | - JEM-PM | JAXA                                         | Òrbita baixa (ISS)                   | component de la ISS                  | En òrbita                                 | operativa                                 |
| 31 de maig 21:02:12     | Vol espacial tripulat amb set astronautes |                                              |                                      |                                      |                                           |                                           |
| Juny                    | |                                              |                                      |                                      |                                           |                                           |
| 5 de juny 18:13         | - TR-SRBM | - TR-SRBM                                    | - USS Tripoli, Kauai                 | - USS Tripoli, Kauai                 | - Exèrcit dels Estats Units d'Amèrica/MDA | - Exèrcit dels Estats Units d'Amèrica/MDA |
| 5 de juny 18:13         | | MDA                                          | Suborbital                           | Objectiu de l'AEGIS                  | 5 de juny                                 | Reeixit                                   |
| 5 de juny 18:13         | Destruït després de la reentrada del llançament del míssil SM-2 endoatmosfèric |                                              |                                      |                                      |                                           |                                           |
| 9 de juny 12:15         | - Llarga Marxa 3B | - Llarga Marxa 3B                            | - Xichang LA-2                       | - Xichang LA-2                       | - CNSA                                    | - CNSA                                    |
| 9 de juny 12:15         | - Chinasat 9 | CNPT                                         | Geosíncrona                          | Comunicacions                        | En òrbita                                 | operativa                                 |
| 11 de juny 16:05        | - Delta II 7920H-10C | - Delta II 7920H-10C                         | - Cape Canaveral SLC-17B             | - Cape Canaveral SLC-17B             | - United Launch Alliance                  | - United Launch Alliance                  |
| 11 de juny 16:05        | - FGST (GLAST) | NASA                                         | Òrbita baixa                         | Astronomia de raigs gamma            | En òrbita                                 | operativa                                 |
| 12 de juny 22:05:02     | - Ariane 5ECA | - Ariane 5ECA                                | - Kourou ELA-3                       | - Kourou ELA-3                       | - Arianespace                             | - Arianespace                             |
| 12 de juny 22:05:02     | - Skynet 5C | MoD                                          | Geosíncrona                          | Comunicacions                        | En òrbita                                 | operativa                                 |
| 12 de juny 22:05:02     | - Turksat 3A | Turksat                                      | Geosíncrona                          | Comunicacions                        | En òrbita                                 | operativa                                 |
| 13 de juny              | - MRT | - MRT                                        | - Barking Sands                      | - Barking Sands                      | - Exèrcit dels Estats Units d'Amèrica/MDA | - Exèrcit dels Estats Units d'Amèrica/MDA |
| 13 de juny              | | MDA                                          | Suborbital                           | Prova de l'AEGIS                     | 13 de juny                                | Reeixit                                   |
| 13 de juny              | Utilitzat per prova simulada, no es va interceptar |                                              |                                      |                                      |                                           |                                           |
| 13 de juny              | - MRT | - MRT                                        | - Barking Sands                      | - Barking Sands                      | - Exèrcit dels Estats Units d'Amèrica/MDA | - Exèrcit dels Estats Units d'Amèrica/MDA |
| 13 de juny              | | MDA                                          | Suborbital                           | Prova de l'AEGIS                     | 13 de juny                                | Reeixit                                   |
| 13 de juny              | Utilitzat per prova simulada, no es va interceptar |                                              |                                      |                                      |                                           |                                           |
| 19 de juny 06:36        | - Kosmos-3M | - Kosmos-3M                                  | - Kapustin Iar Site 107              | - Kapustin Iar Site 107              | - COSMOS International                    | - COSMOS International                    |
| 19 de juny 06:36        | - Orbcomm CDS-3 | Orbcomm                                      | Òrbita baixa                         | Comunicacions                        | En òrbita                                 | Error del vehicle                         |
| 19 de juny 06:36        | - Orbcomm QL-1 | Orbcomm                                      | Òrbita baixa                         | Comunicacions                        | En òrbita                                 | operativa                                 |
| 19 de juny 06:36        | - Orbcomm QL-2 | Orbcomm                                      | Òrbita baixa                         | Comunicacions                        | En òrbita                                 | Error del vehicle                         |
| 19 de juny 06:36        | - Orbcomm QL-3 | Orbcomm                                      | Òrbita baixa                         | Comunicacions                        | En òrbita                                 | operativa                                 |
| 19 de juny 06:36        | - Orbcomm QL-4 | Orbcomm                                      | Òrbita baixa                         | Comunicacions                        | En òrbita                                 | Error del vehicle                         |
| 19 de juny 06:36        | - Orbcomm QL-5 | Orbcomm                                      | Òrbita baixa                         | Comunicacions                        | En òrbita                                 | Error del vehicle                         |
| 19 de juny 06:36        | La nau va ser afectada per problemes de comunicacions, quatre dels quals havien fracassat en el desembre del 2009. |                                              |                                      |                                      |                                           |                                           |
| 20 de juny 07:46:25     | - Delta II 7320 | - Delta II 7320                              | - Vandenberg SLC-2W                  | - Vandenberg SLC-2W                  | - United Launch Alliance                  | - United Launch Alliance                  |
| 20 de juny 07:46:25     | - Jason-2 (OSTM) | NASA                                         | Òrbita baixa                         | Oceanografia                         | En òrbita                                 | operativa                                 |
| 26 de juny 02:16        | - TRBM | - TRBM                                       | - C-17, Oceà Pacífic                 | - C-17, Oceà Pacífic                 | - Força Aèria dels Estats Units d'Amèrica | - Força Aèria dels Estats Units d'Amèrica |
| 26 de juny 02:16        | | MDA                                          | Suborbital                           | Prova del THAAD                      | 26 de juny                                | Reeixit                                   |
| 26 de juny 02:16        | Interceptat després de la reentrada pel THAAD llançat des de KMR a les 02:22 GMT. |                                              |                                      |                                      |                                           |                                           |
| 26 de juny 19:57        | - Black Brant XI | - Black Brant XI                             | - Wallops Island                     | - Wallops Island                     | - NASA                                    | - NASA                                    |
| 26 de juny 19:57        | | MDA                                          | Suborbital                           | Tecnologia                           | 26 de juny                                | Reeixit                                   |
| 26 de juny 23:59        | - Proton-K/DM-3 | - Proton-K/DM-3                              | - Baikonur Site 81/24                | - Baikonur Site 81/24                | - RVSN                                    | - RVSN                                    |
| 26 de juny 23:59        | - Kosmos 2440 (Prognoz) | VKS                                          | Geosíncrona                          | Defensa de míssils                   | En òrbita                                 | operativa                                 |
| 30 de juny              | - Nike-Orion | - Nike-Orion                                 | - Andøya                             | - Andøya                             | - Andøya                                  | - Andøya                                  |
| 30 de juny              | - ECOMA 2008-1 | Andøya/DLR                                   | Suborbital                           | Aeronomia                            | 30 de juny                                | Reeixit                                   |
| Juliol                  | |                                              |                                      |                                      |                                           |                                           |
| 7 de juliol 21:30       | - Nike-Orion | - Nike-Orion                                 | - Andøya                             | - Andøya                             | - Andøya                                  | - Andøya                                  |
| 7 de juliol 21:30       | - ECOMA 2008-2 | Andøya/DLR                                   | Suborbital                           | Aeronomia                            | 7 de juliol                               | Reeixit                                   |
| 7 de juliol 21:30       | Apogeu: 125 km |                                              |                                      |                                      |                                           |                                           |
| 7 de juliol 21:47       | - Ariane 5ECA | - Ariane 5ECA                                | - Kourou ELA-3                       | - Kourou ELA-3                       | - Arianespace                             | - Arianespace                             |
| 7 de juliol 21:47       | - Badr-6 | Arabsat                                      | Geosíncrona                          | Comunicacions                        | En òrbita                                 | operativa                                 |
| 7 de juliol 21:47       | - ProtoStar-1 | ProtoStar                                    | Geosíncrona                          | Comunicacions                        | En òrbita                                 | operativa                                 |
| 9 de juliol             | - Shahab-3 | - Shahab-3                                   | - Strait of Hormuz                   | - Strait of Hormuz                   | - IRG                                     | - IRG                                     |
| 9 de juliol             | | IRG                                          | Suborbital                           | Prova de míssils                     | 9 de juliol                               | Reeixit                                   |
| 9 de juliol             | Part de l'exercici Great Prophet III |                                              |                                      |                                      |                                           |                                           |
| 9 de juliol             | - Shahab-2 | - Shahab-2                                   | - Strait of Hormuz                   | - Strait of Hormuz                   | - IRG                                     | - IRG                                     |
| 9 de juliol             | | IRG                                          | Suborbital                           | Prova de míssils                     | 9 de juliol                               | Reeixit                                   |
| 9 de juliol             | Part de l'exercici Great Prophet III, no es va confirmar el tipus de míssil |                                              |                                      |                                      |                                           |                                           |
| 9 de juliol             | - Shahab-1 | - Shahab-1                                   | - Strait of Hormuz                   | - Strait of Hormuz                   | - IRG                                     | - IRG                                     |
| 9 de juliol             | | IRG                                          | Suborbital                           | Prova de míssils                     | 9 de juliol                               | Reeixit                                   |
| 9 de juliol             | Part de l'exercici Great Prophet III, no es va confirmar el tipus de míssil |                                              |                                      |                                      |                                           |                                           |
| 10 de juliol            | - Shahab-3 | - Shahab-3                                   | - Strait of Hormuz                   | - Strait of Hormuz                   | - IRG                                     | - IRG                                     |
| 10 de juliol            | | IRG                                          | Suborbital                           | Prova de míssils                     | 10 de juliol                              | Reeixit                                   |
| 10 de juliol            | Part de l'exercici Great Prophet III, no es va confirmar el tipus de míssil |                                              |                                      |                                      |                                           |                                           |
| 12 de juliol 10:46      | - Nike-Orion | - Nike-Orion                                 | - Andøya                             | - Andøya                             | - Andøya                                  | - Andøya                                  |
| 12 de juliol 10:46      | - ECOMA 2008-3 | Andøya/DLR                                   | Suborbital                           | Aeronomia                            | 12 de juliol                              | Reeixit                                   |
| 12 de juliol 10:46      | apogeu: 123 km |                                              |                                      |                                      |                                           |                                           |
| 14 de juliol 10:10      | - Terrier-Orion | - Terrier-Orion                              | - Wallops Island LP-1                | - Wallops Island LP-1                | - NASA                                    | - NASA                                    |
| 14 de juliol 10:10      | - SubTEC-II | Andøya/DLR                                   | Suborbital                           | Tecnologia                           | 14 de juliol                              | Reeixit                                   |
| 16 de juliol 05:20:59   | - Zenit-3SL | - Zenit-3SL                                  | - Ocean Odyssey                      | - Ocean Odyssey                      | - Sea Launch                              | - Sea Launch                              |
| 16 de juliol 05:20:59   | - Echostar 11 | Echostar                                     | Geosíncrona                          | Comunicacions                        | En òrbita                                 | En curs                                   |
| 18 de juliol 22:47      | - UGM-27 Polaris (STARS | - UGM-27 Polaris (STARS                      | - Kodiak Island                      | - Kodiak Island                      | - Força Aèria dels Estats Units d'Amèrica | - Força Aèria dels Estats Units d'Amèrica |
| 18 de juliol 22:47      | - FTX-03 | MDA                                          | Suborbital                           | Objectiu                             | 18 de juliol                              | Reeixit                                   |
| 18 de juliol 22:47      | Prova d'objectiu en radar, míssil no interceptat |                                              |                                      |                                      |                                           |                                           |
| 22 de juliol 02:40:09   | - Kosmos-3M | - Kosmos-3M                                  | - Plesetsk Site 132/1                | - Plesetsk Site 132/1                | - COSMOS International                    | - COSMOS International                    |
| 22 de juliol 02:40:09   | - SAR-Lupe 5 | Bundeswehr                                   | Òrbita baixa, polar                  | Imatgeria de radar                   | En òrbita                                 | operativa                                 |
| 26 de juliol 18:31      | - Soiuz-2.1b | - Soiuz-2.1b                                 | - Plesetsk Site 43/4                 | - Plesetsk Site 43/4                 | - RVSN                                    | - RVSN                                    |
| 26 de juliol 18:31      | - Kosmos 2441 (Persona) | VKS                                          | Heliocèntrica                        | Imatgeria òptica                     | En òrbita                                 | Error del vehicle                         |
| 26 de juliol 18:31      | Es va perdre la nau espacial a causa de problemes elèctrics |                                              |                                      |                                      |                                           |                                           |
| Agost                   | |                                              |                                      |                                      |                                           |                                           |
| 1 d'agost               | - R-29 | - R-29                                       | - RFS Ryazan, Mar de Barentsz        | - RFS Ryazan, Mar de Barentsz        | - VMF                                     | - VMF                                     |
| 1 d'agost               | | VMF                                          | Suborbital                           | Prova de míssils                     | 1 d'agost                                 | Reeixit                                   |
| 2 d'agost 08:30         | - S-520 | - S-520                                      | - Uchinoura                          | - Uchinoura                          | - JAXA                                    | - JAXA                                    |
| 2 d'agost 08:30         | | JAXA/Teikyo                                  | Suborbital                           | Microgravetat                        | 2 d'agost                                 | Reeixit                                   |
| 2 d'agost 08:30         | apogeu: 293 km |                                              |                                      |                                      |                                           |                                           |
| 3 d'agost 03:34         | - Falcon 1 | - Falcon 1                                   | - Omelek                             | - Omelek                             | SpaceX                                    | SpaceX                                    |
| 3 d'agost 03:34         | - Trailblazer | ORS/MDA                                      | Destinat: Òrbita baixa               | Tecnologia                           | ~T+140 segons                             | Error de llançament                       |
| 3 d'agost 03:34         | - PreSat | Santa Clara/NASA                             | Destinat: Òrbita baixa               | Biològic                             | ~T+140 segons                             | Error de llançament                       |
| 3 d'agost 03:34         | - NanoSail-D | Santa Clara/NASA                             | Destinat: Òrbita baixa               | Vela solar                           | ~T+140 segons                             | Error de llançament                       |
| 3 d'agost 03:34         | - Explorers | Celestis                                     | Destinat: Òrbita baixa               | Sepultura espacial                   | ~T+140 segons                             | Error de llançament                       |
| 3 d'agost 03:34         | Problemes en la primera i segona etapa a causa de la pressió residual S'incloen els CubeSats, PreSat and Nanosail, la càrrega de sepultura espacial Celestis incloïa restes de l'astronauta Gordon Cooper, l'actor James Doohan, l'escriptor i director John Meredyth Lucas, i el planificador de la missió Apollo Mareta West                                             |                                              |                                      |                                      |                                           |                                           |
| 13 d'agost 08:01        | - LGM-30G Minuteman III | - LGM-30G Minuteman III                      | - Vandenberg                         | - Vandenberg                         | - Força Aèria dels Estats Units d'Amèrica | - Força Aèria dels Estats Units d'Amèrica |
| 13 d'agost 08:01        | - GT-195GM | Força Aèria dels Estats Units d'Amèrica      | Suborbital                           | Prova de míssils                     | 13 d'agost                                | Reeixit                                   |
| 13 d'agost 08:01        | Travelled about 6790 km downrange. |                                              |                                      |                                      |                                           |                                           |
| 14 d'agost 20:44        | - Ariane 5ECA | - Ariane 5ECA                                | - Kourou ELA-3                       | - Kourou ELA-3                       | - Arianespace                             | - Arianespace                             |
| 14 d'agost 20:44        | - Superbird 7 | SCC                                          | Geosíncrona                          | Comunicacions                        | En òrbita                                 | operativa                                 |
| 14 d'agost 20:44        | - AMC-21 | SES Americom                                 | Geosíncrona                          | Comunicacions                        | En òrbita                                 | operativa                                 |
| 16 d'agost 19:32        | - Safir | - Safir                                      | - Semnan                             | - Semnan                             | - ISA                                     | - ISA                                     |
| 16 d'agost 19:32        | - DemoSat | ISA                                          | Destinat: Òrbita baixa               | Vol de proves                        | 16 d'agost                                | Error de llançament                       |
| 16 d'agost 19:32        | Es registra com el primer intent de llançament orbital de l'Iran. Oficialment declarat com a reeixit, però, no es van deixar objectes en òrbita. Informes extraoficials declaren un mal funcionament la segona etapa També es va informar que havia estat una prova suborbital, o un intent de posar en marxa el satèl·lit Omid, en lloc d'un llançament de prova orbital. |                                              |                                      |                                      |                                           |                                           |
| 18 d'agost 22:43        | - Proton-M/Briz-M Enhanced | - Proton-M/Briz-M Enhanced                   | - Baikonur Site 200/39               | - Baikonur Site 200/39               | - International Launch Services           | - International Launch Services           |
| 18 d'agost 22:43        | - Inmarsat-4 F3 | Inmarsat                                     | Geosíncrona                          | Comunicacions                        | En òrbita                                 | operativa                                 |
| 22 d'agost 09:10        | - ALV | - ALV                                        | - MARS LP-0B                         | - MARS LP-0B                         | - Alliant Techsystems                     | - Alliant Techsystems                     |
| 22 d'agost 09:10        | - SOAREX VI | NASA                                         | Suborbital                           | Tecnologia                           | T+27 segons                               | Error de llançament                       |
| 22 d'agost 09:10        | - Hy-BoLT | NASA                                         | Suborbital                           | Aerodinàmica                         | T+27 segons                               | Error de llançament                       |
| 22 d'agost 09:10        | Únic vol de l'ALV, va sortir de la seva trajectòria inicial i va ser destruït pel RSO |                                              |                                      |                                      |                                           |                                           |
| 25 d'agost              | - UGM-133 Trident II | - UGM-133 Trident II                         | - USS Louisiana, Oceà Pacífic        | - USS Louisiana, Oceà Pacífic        | - Exèrcit dels Estats Units d'Amèrica     | - Exèrcit dels Estats Units d'Amèrica     |
| 25 d'agost              | | Exèrcit dels Estats Units d'Amèrica          | Suborbital                           | Prova de míssils                     | 25 d'agost                                | Reeixit                                   |
| 25 d'agost              | - UGM-133 Trident II | - UGM-133 Trident II                         | - USS Louisiana, Oceà Pacífic        | - USS Louisiana, Oceà Pacífic        | - Exèrcit dels Estats Units d'Amèrica     | - Exèrcit dels Estats Units d'Amèrica     |
| 25 d'agost              | | Exèrcit dels Estats Units d'Amèrica          | Suborbital                           | Prova de míssils                     | 25 d'agost                                | Reeixit                                   |
| 28 d'agost              | - RT-2PM Topol (RS-12M) | - RT-2PM Topol (RS-12M)                      | - Plesetsk                           | - Plesetsk                           | - RVSN                                    | - RVSN                                    |
| 28 d'agost              | | RVSN                                         | Suborbital                           | Prova de míssils                     | 28 d'agost                                | Reeixit                                   |
| 29 d'agost 07:15        | - Dnepr-1 | - Dnepr-1                                    | - Baikonur Site 109/95               | - Baikonur Site 109/95               | - ISC Kosmotras                           | - ISC Kosmotras                           |
| 29 d'agost 07:15        | - Tachys (RapidEye-1) | RapidEye                                     | Òrbita baixa                         | Imatgeria                            | En òrbita                                 | operativa                                 |
| 29 d'agost 07:15        | - Mati (RapidEye-2) | RapidEye                                     | Òrbita baixa                         | Imatgeria                            | En òrbita                                 | operativa                                 |
| 29 d'agost 07:15        | - Choma (RapidEye-3) | RapidEye                                     | Òrbita baixa                         | Imatgeria                            | En òrbita                                 | operativa                                 |
| 29 d'agost 07:15        | - Choros (RapidEye-4) | RapidEye                                     | Òrbita baixa                         | Imatgeria                            | En òrbita                                 | operativa                                 |
| 29 d'agost 07:15        | - Trochia (RapidEye-5) | RapidEye                                     | Òrbita baixa                         | Imatgeria                            | En òrbita                                 | operativa                                 |
| Setembre                | |                                              |                                      |                                      |                                           |                                           |
| 6 de setembre 03:25     | - Llarga Marxa 2C | - Llarga Marxa 2C                            | - Taiyuan LC-1                       | - Taiyuan LC-1                       | - CNSA                                    | - CNSA                                    |
| 6 de setembre 03:25     | - Huan Jing 1A | CNSA                                         | Heliocèntrica                        | Teledetecció                         | En òrbita                                 | operativa                                 |
| 6 de setembre 03:25     | - Huan Jing 1B | CNSA                                         | Heliocèntrica                        | Teledetecció                         | En òrbita                                 | operativa                                 |
| 6 de setembre 18:50:57  | - Delta II 7420 | - Delta II 7420                              | - Vandenberg SLC-2W                  | - Vandenberg SLC-2W                  | - United Launch Alliance                  | - United Launch Alliance                  |
| 6 de setembre 18:50:57  | - GeoEye 1 (Orbview 5) | GeoEye                                       | Heliocèntrica                        | Imatgeria                            | En òrbita                                 | operativa                                 |
| 10 de setembre 19:50:02 | - Soiuz-U | - Soiuz-U                                    | - Baikonur Site 1/5                  | - Baikonur Site 1/5                  | - Roskosmos                               | - Roskosmos                               |
| 10 de setembre 19:50:02 | - Progress M-65 | Roskosmos                                    | Òrbita baixa (ISS)                   | Logística                            | 7 de desembre 08:48:47                    | Reeixit                                   |
| 10 de setembre 19:50:02 | Vol de l'ISS 30P |                                              |                                      |                                      |                                           |                                           |
| 18 de setembre 02:05    | |                                              | - Kauai                              | - Kauai                              | - MDA                                     | - MDA                                     |
| 18 de setembre 02:05    | | MDA                                          | Suborbital                           | Objectiu                             | 18 de setembre                            | Error de llançament                       |
| 18 de setembre 02:05    | Es van cancel·lar dos llançaments de l'interceptor THAAD. |                                              |                                      |                                      |                                           |                                           |
| 18 de setembre 14:45    | - RSM-56 Bulava (R-30) | - RSM-56 Bulava (R-30)                       | - RFS ''Dmitri Donskoi'', Mar Blanca | - RFS ''Dmitri Donskoi'', Mar Blanca | - VMF                                     | - VMF                                     |
| 18 de setembre 14:45    | | VMF                                          | Suborbital                           | Prova de míssils                     | 15:05                                     | Reeixit                                   |
| 19 de setembre 21:48    | Unknown | Unknown                                      | - Baikonur Site 200/39               | - Baikonur Site 200/39               | - International Launch Services           | - International Launch Services           |
| 19 de setembre 21:48    | - Nimiq-4 | Telesat Canada                               | Geosíncrona                          | Comunicacions                        | En òrbita                                 | operativa                                 |
| 24 de setembre 06:57    | - Chimera (Minuteman/Minotaur II) | - Chimera (Minuteman/Minotaur II)            | - Vandenberg LF-06                   | - Vandenberg LF-06                   | - Orbital Sciences                        | - Orbital Sciences                        |
| 24 de setembre 06:57    | - NFIRE 2b | MDA                                          | Suborbital                           | Objectiu                             | 24 de setembre                            | Reeixit                                   |
| 24 de setembre 06:57    | Registrat pel satèl·lit NFIRE |                                              |                                      |                                      |                                           |                                           |
| 24 de setembre 09:28    | - Zenit-3SL | - Zenit-3SL                                  | - Ocean Odyssey                      | - Ocean Odyssey                      | - Sea Launch                              | - Sea Launch                              |
| 24 de setembre 09:28    | - Galaxy 19 | Intelsat                                     | Geosíncrona                          | Comunicacions                        | En òrbita                                 | operativa                                 |
| 25 de setembre 08:49:37 | - Proton-M/DM-2 | - Proton-M/DM-2                              | - Baikonur Site 81/24                | - Baikonur Site 81/24                | - RVSN                                    | - RVSN                                    |
| 25 de setembre 08:49:37 | - Kosmos 2442 (GLONASS) | VKS                                          | òrbita mitjana                       | Navegació                            | En òrbita                                 | operativa                                 |
| 25 de setembre 08:49:37 | - Kosmos 2443 (GLONASS) | VKS                                          | òrbita mitjana                       | Navegació                            | En òrbita                                 | operativa                                 |
| 25 de setembre 08:49:37 | - Kosmos 2444 (GLONASS) | VKS                                          | òrbita mitjana                       | Navegació                            | En òrbita                                 | operativa                                 |
| 25 de setembre 13:10    | - Llarga Marxa 2F | - Llarga Marxa 2F                            | - Jiuquan LA-4/SLS-1                 | - Jiuquan LA-4/SLS-1                 | - CNSA                                    | - CNSA                                    |
| 25 de setembre 13:10    | - Shenzhou 7 | CNSA                                         | Òrbita baixa                         | Vol espacial tripulat                | 28 de setembre 09:37:40                   | Reeixit                                   |
| 25 de setembre 13:10    | - Ban Xing | CNSA                                         | Òrbita baixa                         | Tecnologia                           | 30 d'octubre 2009                         | Reeixit                                   |
| 25 de setembre 13:10    | - Shenzhou 7-GC | CNSA                                         | Òrbita baixa                         | Tecnologia                           | 4 de gener 2010                           | Reeixit                                   |
| 25 de setembre 13:10    | Vol espacial tripulat amb tres yuhángyuán, la tripulació va realitzar el primer EVA xinès El Ban Xing va ser desplegat des del Shenzhou el 27 de setembre a les 11:27 GMT, el GC va ser separat el 28 de setembre a les 08:48 per començar la seva missió particular |                                              |                                      |                                      |                                           |                                           |
| 28 de setembre 23:15    | - Falcon 1 | - Falcon 1                                   | - Omelek                             | - Omelek                             | - SpaceX                                  | - SpaceX                                  |
| 28 de setembre 23:15    | - RatSat | SpaceX                                       | Òrbita baixa                         | DemoSat                              | En òrbita                                 | Reeixit                                   |
| 28 de setembre 23:15    | Es va llançar la càrrega de mòdul de descens. Amb el primer coet de combustible liquid desenvolupat i finançat privadament que assoleix l'òrbita |                                              |                                      |                                      |                                           |                                           |
| Octubre                 | |                                              |                                      |                                      |                                           |                                           |
| 1 d'octubre 06:37:16    | - Dnepr-1 | - Dnepr-1                                    | - Dombarovskiy                       | - Dombarovskiy                       | - ISC Kosmotras                           | - ISC Kosmotras                           |
| 1 d'octubre 06:37:16    | - THEOS | GISTDA                                       | Òrbita baixa                         | Teledetecció                         | En òrbita                                 | operativa                                 |
| 11 d'octubre            | - R-29RMU Sineva | - R-29RMU Sineva                             | - RFS Tula, Mar de Barentsz          | - RFS Tula, Mar de Barentsz          | - VMF                                     | - VMF                                     |
| 11 d'octubre            | | VMF                                          | Suborbital                           | Prova de míssils                     | 11 d'octubre                              | Reeixit                                   |
| 11 d'octubre            | Prova de llarg abast |                                              |                                      |                                      |                                           |                                           |
| 12 d'octubre 07:01      | - Soyuz-FG | - Soyuz-FG                                   | - Baikonur Site 1/5                  | - Baikonur Site 1/5                  | - Roskosmos                               | - Roskosmos                               |
| 12 d'octubre 07:01      | - Soiuz TMA-13 | Roskosmos                                    | Òrbita baixa (ISS)                   | ISS Expedition 18                    | 8 d'abril 2009 07:16                      | Reeixit                                   |
| 12 d'octubre 07:01      | Vol espacial tripulat amb tres cosmonautes, incloent-hi un turista espacial. Vol número 100 del programa Soiuz per ser tripulat en algun moment de la seva missió |                                              |                                      |                                      |                                           |                                           |
| 12 d'octubre 07:24      | - RT-2PM Topol (RS-12M) | - RT-2PM Topol (RS-12M)                      | - Plesetsk                           | - Plesetsk                           | - RVSN                                    | - RVSN                                    |
| 12 d'octubre 07:24      | | RVSN                                         | Suborbital                           | Prova de míssils                     | 07:50                                     | Reeixit                                   |
| 12 d'octubre            | - R-29R Vysota | - R-29R Vysota                               | - RFS Zelenograd, Mar d'Okhotsk      | - RFS Zelenograd, Mar d'Okhotsk      | - VMF                                     | - VMF                                     |
| 12 d'octubre            | | VMF                                          | Suborbital                           | Prova de míssils                     | 12 d'octubre                              | Reeixit                                   |
| 12 d'octubre            | - R-29RM Shtil | - R-29RM Shtil                               | - RFS Yekaterinburg, Mar de Barentsz | - RFS Yekaterinburg, Mar de Barentsz | - VMF                                     | - VMF                                     |
| 12 d'octubre            | | VMF                                          | Suborbital                           | Prova de míssils                     | 12 d'octubre                              | Reeixit                                   |
| 19 d'octubre 17:47:23   | - Pegasus-XL/Star-27 | - Pegasus-XL/Star-27                         | Stargazer, Kwajalein Atoll           | Stargazer, Kwajalein Atoll           | - Orbital Sciences                        | - Orbital Sciences                        |
| 19 d'octubre 17:47:23   | - IBEX | NASA                                         | Terrestre alta                       | Solar                                | En òrbita                                 | operativa                                 |
| 20 d'octubre 08:39      | - Black Brant IX | - Black Brant IX                             | - White Sands LC-36                  | - White Sands LC-36                  | - NASA                                    | - NASA                                    |
| 20 d'octubre 08:39      | | NRL                                          | Suborbital                           | Astronomia UV                        | 08:49                                     | Reeixit                                   |
| 22 d'octubre 00:52:11   | - PSLV-XL | - PSLV-XL                                    | - Satish Dhawan SLP                  | - Satish Dhawan SLP                  | - ISRO                                    | - ISRO                                    |
| 22 d'octubre 00:52:11   | - Chandrayaan-1 | ISRO                                         | Selenocentric                        | Lunar orbiter                        | En òrbita                                 | Error parcial de vehicle                  |
| 22 d'octubre 00:52:11   | - Moon Impact Probe | ISRO                                         | Selenocentric                        | Impactador lunar                     | 14 de novembre                            | Reeixit                                   |
| 22 d'octubre 00:52:11   | Primera sonda lunar índia, va fracassar el 28 d'agost del 2009 després de perdre menys de la meitat de la durada de la missió planejada, vol inaugural del PSLV-XL |                                              |                                      |                                      |                                           |                                           |
| 22 d'octubre 09:10      | - RS-18 UR-100N | - RS-18 UR-100N                              | - Baikonur                           | - Baikonur                           | - RVSN                                    | - RVSN                                    |
| 22 d'octubre 09:10      | | RVSN                                         | Suborbital                           | Prova de míssils                     | 22 d'octubre                              | Reeixit                                   |
| 22 d'octubre 12:30      | - Nike-Orion | - Nike-Orion                                 | - Esrange                            | - Esrange                            | - EuroLaunch                              | - EuroLaunch                              |
| 22 d'octubre 12:30      | - REXUS-4 | SSC/DLR                                      | Suborbital                           | Investigació estudiantil             | 22 d'octubre                              | Reeixit                                   |
| 22 d'octubre 12:30      | Apogeu: 175 km |                                              |                                      |                                      |                                           |                                           |
| 25 d'octubre 01:15      | - Llarga Marxa 4B | - Llarga Marxa 4B                            | - Taiyuan LC-2                       | - Taiyuan LC-2                       | - CNSA                                    | - CNSA                                    |
| 25 d'octubre 01:15      | Shi Jian 6E | CNSA                                         | Òrbita baixa                         | Científic                            | En òrbita                                 | operativa                                 |
| 25 d'octubre 01:15      | Shi Jian 6F | CNSA                                         | Òrbita baixa                         | Científic                            | En òrbita                                 | operativa                                 |
| 25 d'octubre 01:15      | Primer llançament d'un Taiyuan LC-2 |                                              |                                      |                                      |                                           |                                           |
| 25 d'octubre 02:28      | - Delta II 7420-10 | - Delta II 7420-10                           | - Vandenberg SLC-2W                  | - Vandenberg SLC-2W                  | - United Launch Alliance                  | - United Launch Alliance                  |
| 25 d'octubre 02:28      | - COSMO-3 | ASI                                          | Heliocèntrica                        | Imatgeria de radar                   | En òrbita                                 | operativa                                 |
| 29 d'octubre 16:53:53   | - Llarga Marxa 3B/E | - Llarga Marxa 3B/E                          | - Xichang LA-3                       | - Xichang LA-3                       | - CNSA                                    | - CNSA                                    |
| 29 d'octubre 16:53:53   | - Venesat-1 | VMoST                                        | Geosíncrona                          | Comunicacions                        | En òrbita                                 | operativa                                 |
| 29 d'octubre 16:53:53   | Primer satèl·lit veneçolà |                                              |                                      |                                      |                                           |                                           |
| Novembre                | |                                              |                                      |                                      |                                           |                                           |
| 1 de novembre           | |                                              | - Barking Sands                      | - Barking Sands                      | - Exèrcit dels Estats Units d'Amèrica     | - Exèrcit dels Estats Units d'Amèrica     |
| 1 de novembre           | | Exèrcit dels Estats Units d'Amèrica          | Suborbital                           | Objectiu                             | 1 de novembre                             | Reeixit                                   |
| 1 de novembre           | Interceptat pel míssil SM-3, part de l'exercici Pacific Blitz |                                              |                                      |                                      |                                           |                                           |
| 1 de novembre           | - RIM-161 Standard Missile 3 | - RIM-161 Standard Missile 3                 | - USS Paul Hamilton, Oceà Pacífic    | - USS Paul Hamilton, Oceà Pacífic    | - Exèrcit dels Estats Units d'Amèrica     | - Exèrcit dels Estats Units d'Amèrica     |
| 1 de novembre           | | Exèrcit dels Estats Units d'Amèrica          | Suborbital                           | Prova d'intercepció                  | 1 de novembre                             | Reeixit                                   |
| 1 de novembre           | Interceptat per míssil, part de l'exercici Pacific Blitz |                                              |                                      |                                      |                                           |                                           |
| 1 de novembre           | |                                              | - Barking Sands                      | - Barking Sands                      | - Exèrcit dels Estats Units d'Amèrica     | - Exèrcit dels Estats Units d'Amèrica     |
| 1 de novembre           | | Exèrcit dels Estats Units d'Amèrica          | Suborbital                           | Objectiu                             | 1 de novembre                             | Reeixit                                   |
| 1 de novembre           | Intercepció pel míssil SM-3 fracassada, part de l'exercici Pacific Blitz |                                              |                                      |                                      |                                           |                                           |
| 1 de novembre           | - RIM-161 Standard Missile 3 | - RIM-161 Standard Missile 3                 | - USS Hopper, Oceà Pacífic           | - USS Hopper, Oceà Pacífic           | - Exèrcit dels Estats Units d'Amèrica     | - Exèrcit dels Estats Units d'Amèrica     |
| 1 de novembre           | | Exèrcit dels Estats Units d'Amèrica          | Suborbital                           | Prova d'intercepció                  | 1 de novembre                             | Error del vehicle                         |
| 1 de novembre           | Un sensor va fallar resultant el fracàs de la intercepció del míssil. Part de l'exercici Pacific Blitz |                                              |                                      |                                      |                                           |                                           |
| 5 de novembre 00:15     | - Llarga Marxa 2D | - Llarga Marxa 2D                            | - Jiuquan LA-4/SLS-2                 | - Jiuquan LA-4/SLS-2                 | - CNSA                                    | - CNSA                                    |
| 5 de novembre 00:15     | - Chuang Xin 1B | CNSA                                         | Òrbita baixa                         | Clima                                | En òrbita                                 | operativa                                 |
| 5 de novembre 00:15     | - Shiyan Weixing 3 | CNSA                                         | Òrbita baixa                         | Tecnologia                           | En òrbita                                 | operativa                                 |
| 5 de novembre 09:00     | - LGM-30G Minuteman III | - LGM-30G Minuteman III                      | - Vandenberg                         | - Vandenberg                         | - Força Aèria dels Estats Units d'Amèrica | - Força Aèria dels Estats Units d'Amèrica |
| 5 de novembre 09:00     | - GT-198GM | Força Aèria dels Estats Units d'Amèrica      | Suborbital                           | Prova de míssils                     | 5 de novembre                             | Reeixit                                   |
| 5 de novembre 09:00     | Va viatjar 6740 km |                                              |                                      |                                      |                                           |                                           |
| 5 de novembre 20:44     | - Proton-M/Briz-M | - Proton-M/Briz-M                            | - Baikonur Site 200/39               | - Baikonur Site 200/39               | - International Launch Services           | - International Launch Services           |
| 5 de novembre 20:44     | - Astra 1M | SES Astra                                    | Geosíncrona                          | Comunicacions                        | En òrbita                                 | operativa                                 |
| 5 de novembre 20:44     | Vol final del Proton-M estàndard |                                              |                                      |                                      |                                           |                                           |
| 12 de novembre 05:56    | - Shaurya | - Shaurya                                    | - Integrated Test Range LC-3         | - Integrated Test Range LC-3         | - DRDO                                    | - DRDO                                    |
| 12 de novembre 05:56    | | Exèrcit Indi                                 | Suborbital                           | Prova de míssils                     | 12 de novembre                            | Reeixit                                   |
| 12 de novembre          | - Sajjil | - Sajjil                                     | - Iran                               | - Iran                               | - IRGC AF                                 | - IRGC AF                                 |
| 12 de novembre          | | IRGC AF                                      | Suborbital                           | Prova de míssils                     | 12 de novembre                            | Reeixit                                   |
| 12 de novembre          | Vol inaugural del míssil Sajjil |                                              |                                      |                                      |                                           |                                           |
| 13 de novembre 09:06    | - M51 | - M51                                        | - CEL                                | - CEL                                | - FOST                                    | - FOST                                    |
| 13 de novembre 09:06    | | FOST                                         | Suborbital                           | Prova de míssils                     | 13 de novembre                            | Reeixit                                   |
| 14 de novembre 15:50    | - Soiuz-U | - Soiuz-U                                    | - Plesetsk Site 16/2                 | - Plesetsk Site 16/2                 | - RVSN                                    | - RVSN                                    |
| 14 de novembre 15:50    | - Kosmos 2445 (Kobal't-M) | VKS                                          | Òrbita baixa                         | Imatgeria òptica                     | 23 de febrer 2009 16:15                   | Reeixit                                   |
| 14 de novembre          | - Black Brant IX | - Black Brant IX                             | - White Sands LC-36                  | - White Sands LC-36                  | - NASA                                    | - NASA                                    |
| 14 de novembre          | | NRL                                          | Suborbital                           | Solar                                | 14 de novembre                            | Reeixit                                   |
| 15 de novembre 00:55:39 | - Space Shuttle Endeavour | - Space Shuttle Endeavour                    | - Kennedy LC-39A                     | - Kennedy LC-39A                     | - United Space Alliance                   | - United Space Alliance                   |
| 15 de novembre 00:55:39 | - STS-126 | NASA                                         | Òrbita baixa (ISS)                   | Construcció de la ISS                | 30 de novembre 21:25:06                   | Reeixit                                   |
| 15 de novembre 00:55:39 | - Leonardo MPLM | ASI/NASA                                     | Òrbita baixa (ISS)                   | Logística                            | 30 de novembre 21:25:06                   | Reeixit                                   |
| 15 de novembre 00:55:39 | - PSSC | Força Aèria dels Estats Units d'Amèrica      | Òrbita baixa                         | Tecnologia                           | 17 de febrer 2010 17:31                   | Reeixit                                   |
| 15 de novembre 00:55:39 | Vol espacial tripulat amb set astronautes, PSSC desplegat des del transbordador a les 20:33 GMT del 29 de novembre i va operar durant 110 dies. |                                              |                                      |                                      |                                           |                                           |
| 19 de novembre 02:18    | |                                              | - Barking Sands                      | - Barking Sands                      | - Exèrcit dels Estats Units d'Amèrica     | - Exèrcit dels Estats Units d'Amèrica     |
| 19 de novembre 02:18    | | Exèrcit dels Estats Units d'Amèrica/JMSDF    | Suborbital                           | Objectiu                             | 19 de novembre                            | Reeixit                                   |
| 19 de novembre 02:18    | Es va fallar en la intercepció del míssil SM-3 |                                              |                                      |                                      |                                           |                                           |
| 19 de novembre 02:21    | - RIM-161 Standard Missile 3 | - RIM-161 Standard Missile 3                 | - JDS Chokai, Oceà Pacífic           | - JDS Chokai, Oceà Pacífic           | - JMSDF                                   | - JMSDF                                   |
| 19 de novembre 02:21    | | JMSDF                                        | Suborbital                           | Interceptador                        | 19 de novembre                            | Error del vehicle                         |
| 19 de novembre 02:21    | Error del sensor infraroig, es va fallar en interceptar l'objectiu |                                              |                                      |                                      |                                           |                                           |
| 26 de novembre 12:38:27 | - Soiuz-U | - Soiuz-U                                    | - Baikonur Site 1/5                  | - Baikonur Site 1/5                  | - Roskosmos                               | - Roskosmos                               |
| 26 de novembre 12:38:27 | - Progress M-01M | Roskosmos                                    | Òrbita baixa (ISS)                   | Logística                            | 8 de febrer 2009 08:20                    | Reeixit                                   |
| 26 de novembre 12:38:27 | Primer vol de la nau espacial Progress modernitzada, una anomalia en el Kurs va ser necessari un acoblament manual. ISS flight 31P |                                              |                                      |                                      |                                           |                                           |
| 26 de novembre 13:24    | - RS-24 Iars | - RS-24 Iars                                 | - Plesetsk                           | - Plesetsk                           | - RVSN                                    | - RVSN                                    |
| 26 de novembre 13:24    | | RVSN                                         | Suborbital                           | Prova de míssils                     | 26 de novembre                            | Reeixit                                   |
| 26 de novembre          | |                                              | - Iran                               | - Iran                               | - ISA                                     | - ISA                                     |
| 26 de novembre          | - Kavoshgar-2 | ISA                                          | Suborbital                           | Vol de proves                        | 26 de novembre                            | Reeixit                                   |
| 26 de novembre          | Càrrega recuperada en paracaigudes |                                              |                                      |                                      |                                           |                                           |
| 28 de novembre          | - RSM-56 Bulava (R-30) | - RSM-56 Bulava (R-30)                       | - RFS Dmitri Donskoi, Mar Blanca     | - RFS Dmitri Donskoi, Mar Blanca     | - VMF                                     | - VMF                                     |
| 28 de novembre          | | VMF                                          | Suborbital                           | Prova de míssils                     | 28 de novembre                            | Reeixit                                   |
| Desembre                | |                                              |                                      |                                      |                                           |                                           |
| 1 de desembre 04:42     | - Llarga Marxa 2D | - Llarga Marxa 2D                            | - Jiuquan LA-4/SLS-2                 | - Jiuquan LA-4/SLS-2                 | - CNSA                                    | - CNSA                                    |
| 1 de desembre 04:42     | - Yaogan-4 | CNSA                                         | Heliocèntrica                        | Teledetecció                         | En òrbita                                 | operativa                                 |
| 2 de desembre 05:00     | - Molniya-M/2BL | - Molniya-M/2BL                              | - Plesetsk Site 16/2                 | - Plesetsk Site 16/2                 | - RVSN                                    | - RVSN                                    |
| 2 de desembre 05:00     | - Kosmos 2446 (Oko) | VKS                                          | Molnia                               | Defensa de míssils                   | En òrbita                                 | operativa                                 |
| 5 de desembre 10:35:10  | - VS-30-Orion | - VS-30-Orion                                | - SvalRak                            | - SvalRak                            | - Andøya                                  | - Andøya                                  |
| 5 de desembre 10:35:10  | - ICI-2 | Oslo                                         | Suborbital                           | Aurores                              | 10:45                                     | Reeixit                                   |
| 5 de desembre 10:35:10  | Apogeu: 330 km |                                              |                                      |                                      |                                           |                                           |
| 5 de desembre 20:04     | - UGM-27 Polaris (STARS) | - UGM-27 Polaris (STARS)                     | - Kodiak Island                      | - Kodiak Island                      | - Força Aèria dels Estats Units d'Amèrica | - Força Aèria dels Estats Units d'Amèrica |
| 5 de desembre 20:04     | - FTG-05 | MDA                                          | Suborbital                           | Objectiu                             | 20:29                                     | Error parcial de vehicle                  |
| 5 de desembre 20:04     | L'objectiu d'esquer no es va desplegar, es va interceptar pel GBI |                                              |                                      |                                      |                                           |                                           |
| 5 de desembre 20:21     | - Ground Based Interceptor | - Ground Based Interceptor                   | - Vandenberg                         | - Vandenberg                         | - Força Aèria dels Estats Units d'Amèrica | - Força Aèria dels Estats Units d'Amèrica |
| 5 de desembre 20:21     | - FTG-05 | MDA                                          | Suborbital                           | Objectiu                             | 20:29                                     | Reeixit                                   |
| 5 de desembre 20:21     | Interceptat pel Polaris |                                              |                                      |                                      |                                           |                                           |
| 10 de desembre 13:43:00 | - Proton-M/Briz-M Enhanced | - Proton-M/Briz-M Enhanced                   | - Baikonur Site 200/39               | - Baikonur Site 200/39               | - International Launch Services           | - International Launch Services           |
| 10 de desembre 13:43:00 | - Ciel-2 | Ciel                                         | Geosíncrona                          | Comunicacions                        | En òrbita                                 | operativa                                 |
| 15 de desembre 03:22    | - Llarga Marxa 4B | - Llarga Marxa 4B                            | - Taiyuan LC-2                       | - Taiyuan LC-2                       | - CNSA                                    | - CNSA                                    |
| 15 de desembre 03:22    | - Yaogan-5 | CNSA                                         | Heliocèntrica                        | Teledetecció                         | En òrbita                                 | operativa                                 |
| 20 de desembre 22:35    | - Ariane 5ECA | - Ariane 5ECA                                | - Kourou ELA-3                       | - Kourou ELA-3                       | - Arianespace                             | - Arianespace                             |
| 20 de desembre 22:35    | - Hot Bird 9 | Eutelsat                                     | Geosíncrona                          | Comunicacions                        | En òrbita                                 | operativa                                 |
| 20 de desembre 22:35    | - Eutelsat W2M | Eutelsat                                     | Geosíncrona                          | Comunicacions                        | En òrbita                                 | Error del vehicle                         |
| 23 de desembre 00:54    | - Llarga Marxa 3A | - Llarga Marxa 3A                            | - Xichang LA-2                       | - Xichang LA-2                       | - CNSA                                    | - CNSA                                    |
| 23 de desembre 00:54    | - Feng Yun 2E | CMA                                          | Geosíncrona                          | Clima                                | En òrbita                                 | operativa                                 |
| 23 de desembre 03:00    | - RSM-56 Bulava | - RSM-56 Bulava                              | - RFS Dmitry Donskoi                 | - RFS Dmitry Donskoi                 | - VMF                                     | - VMF                                     |
| 23 de desembre 03:00    | | VMF                                          | Suborbital                           | Prova de míssils                     | 23 de desembre                            | Error de llançament                       |
| 23 de desembre 03:00    | El sistema d'autodestrucció es va activar després que el míssil sortís de la seva trajectòria |                                              |                                      |                                      |                                           |                                           |
| 25 de desembre 10:43    | - Proton-M/DM-2 Enhanced | - Proton-M/DM-2 Enhanced                     | - Baikonur Site 81/24                | - Baikonur Site 81/24                | - RVSN                                    | - RVSN                                    |
| 25 de desembre 10:43    | - Kosmos 2447 (GLONASS) | VKS                                          | òrbita mitjana                       | Navegació                            | En òrbita                                 | operativa                                 |
| 25 de desembre 10:43    | - Kosmos 2448 (GLONASS) | VKS                                          | òrbita mitjana                       | Navegació                            | En òrbita                                 | operativa                                 |
| 25 de desembre 10:43    | - Kosmos 2449 (GLONASS) | VKS                                          | òrbita mitjana                       | Navegació                            | En òrbita                                 | operativa                                 |
| 25 de desembre 10:43    | Primer vol del Proton-M Enhanced amb el tram superiro DM-2, últim llançament orbital de Baikonur que es va dur a terme per l'exèrcit rus |                                              |                                      |                                      |                                           |                                           |

## Encontres espacials
| Data (GMT)     | Nau espacial      | Esdeveniment                      | Comentaris |
| -------------- | ----------------- | --------------------------------- | --- |
| 5 de gener     | Cassini           | 40è sobrevol de Tità              | Apropament màxim: 1010 km                                                                                          |
| 14 de gener    | MESSENGER         | 1r sobrevol de Mercuri            | Apropament màxim: 200 km at 19:04 GMT                                                                              |
| 22 de febrer   | Cassini           | 41è sobrevol de Tità              | Apropament màxim: 1000 km                                                                                          |
| 12 de març     | Cassini           | 3r sobrevol d'Encèlad             | Apropament màxim: 52 km                                                                                            |
| 25 de març     | Cassini           | 42è sobrevol de Tità              | Apropament màxim: 1000 km                                                                                          |
| 12 de maig     | Cassini           | 43è sobrevol de Tità              | Apropament màxim: 1000 km                                                                                          |
| 25 de maig     | Phoenix           | Aterrament sobre Mart             | Regió D, Zona àrtica - Green Valley, a prop del cràter Heimdall: 68°N, 236°E. Realització a les 23:38 GMT. Reeixit |
| 28 de maig     | Cassini           | 44è sobrevol de Tità              | Apropament màxim: 1400 km                                                                                          |
| 31 de juliol   | Cassini           | 45è sobrevol de Tità              | Apropament màxim: 1613 km                                                                                          |
| 11 d'agost     | Cassini           | 4è sobrevol d'Encèlad             | Apropament màxim: 54 km                                                                                            |
| 5 de setembre  | Rosetta           | Sobrevol de 2867 Šteins           | Apropament màxim: 800 km                                                                                           |
| 6 d'octubre    | MESSENGER         | 2n sobrevol de Mercuri            | |
| 9 d'octubre    | Cassini           | 5è sobrevol d'Encèlad             | Apropament màxim: 25 km                                                                                            |
| 31 d'octubre   | Cassini           | 6è sobrevol d'Encèlad             | Apropament màxim: 200 km                                                                                           |
| 3 de novembre  | Cassini           | 46è sobrevol de Tità              | Apropament màxim: 1100 km                                                                                          |
| 8 de novembre  | Chandrayaan-1     | Inserció en òrbita selenocèntrica | Periselè: 504 km, Aposelè: 7502 km                                                                                 |
| 14 de novembre | Moon Impact Probe | Allunatge                         | Impacte lunar |
| 19 de novembre | Cassini           | 47è sobrevol de Tità              | Apropament màxim: 1023 km                                                                                          |
| 5 de desembre  | Cassini           | 48è sobrevol de Tità              | Apropament màxim: 960 km                                                                                           |
| 21 de desembre | Cassini           | 49è sobrevol de Tità              | Apropament màxim: 970 km                                                                                           |

Els sobrevols distants i involuntaris de Dione, Encèlad, Mimes, Tetis i Tità per la Cassini van tenir lloc al llarg de l'any.

## EVAs
| Inici Data/Hora      | Duració           | Hora Fi              | Nau espacial              | Tripulació                                                                       | Funció | Comentaris |
| -------------------- | ----------------- | -------------------- | ------------------------- | -------------------------------------------------------------------------------- | --- | --- |
| 30 de gener 09:56    | 7 hores 10 minuts | 17:06                | Expedition 16 (ISS Quest) | Estats Units - Peggy Whitson · Estats Units - Daniel M. Tani                     | Substituint el motor i manteniment dels panells solars | |
| 11 de febrer 14:13   | 7 hores 58 minuts | 22:11                | STS-122 (ISS Quest)       | Estats Units - Rex J. Walheim · Estats Units - Stanley G. Love                   | Instal·lació del Power Data Grapple Fixture en el Columbus | Originalment es va dur a terme per Walheim i Hans Schlegel, en Love va substituir en Schlegel per raons mèdiques. |
| 13 de febrer 14:27   | 6 hores 45 minuts | 21:12                | STS-122 (ISS Quest)       | Estats Units - Rex J. Walheim · Alemanya - Hans Schlegel                         | Substitució del tanc de nitrogen esgotat | |
| 15 de febrer 12:07   | 7 hores 25 minuts | 20:32                | STS-122 (ISS Quest)       | Estats Units - Rex J. Walheim · Estats Units - Stanley G. Love                   | Instal·lació d'experiments en el Columbus, va fallar el giroscopi en el transbordador de tornada a la Terra | |
| 14 de març 01:18     | 7 hores 1 minute  | 08:19                | STS-123 (ISS Quest)       | Estats Units - Richard M. Linnehan · Estats Units - Garrett Reisman              | Instal·lació del Kibo ELM-PS i inici de la construcció del Dextre | |
| 15 de març 23:49     | 7 hores 8 minuts  | 16 de març 06:57     | STS-123 (ISS Quest)       | Estats Units - Richard M. Linnehan · Estats Units - Michael Foreman              | Construcció del Dextre | |
| 17 de març 22:52     | 6 hores 53 minuts | 18 de març 05:44     | STS-123 (ISS Quest)       | Estats Units - Richard M. Linnehan · Estats Units - Robert L. Behnken            | Construcció del Dextre, instal·lació de l'experiment MISSE-6, i emmagatzemar peces de recanvi fora de la ISS | Es va fracassar en la instal·lació del MISSE                                                                      |
| 20 de març 22:04     | 6 hores 24 minuts | 21 de març 04:08     | STS-123 (ISS Quest)       | Estats Units - Robert L. Behnken · Estats Units - Michael Foreman                | Proves de tècniques de reparació de la protecció tèrmica | |
| 22 de març 20:34     | 6 hores 2 minuts  | 23 de març 02:36     | STS-123 (ISS Quest)       | Estats Units - Robert L. Behnken · Estats Units - Michael Foreman                | Guardar el OBSS a l'ISS, reintentar la instal·lació del MISSE-6 | |
| 3 de juny 16:22      | 6 hores 48 minuts | 23:10                | STS-124 (ISS Quest)       | Estats Units - Mike Fossum · Estats Units - Ron Garan                            | Instal·lació del JEM Pressurised Module, Inspeccionar el SARJ, recuperar el OBSS. | |
| 5 de juny 15:04      | 7 hores 11 minuts | 22:15                | STS-124 (ISS Quest)       | Estats Units - Mike Fossum · Estats Units - Ron Garan                            | Ajustar les cobertes del JEM, inspeccionar SARJ. | |
| 8 de juny 13:55      | 6 hores 33 minuts | 20:28                | STS-124 (ISS Quest)       | Estats Units - Mike Fossum · Estats Units - Ron Garan                            | Substituir el tanc de nitrogen, inspeccionar el SARJ. | |
| 10 de juliol 18:48   | 6 hores 18 minuts | 11 de juliol 01:06   | Expedition 17 (ISS Pirs)  | Rússia - Sergei Vólkov · Rússia - Oleg Kononenko                                 | Substituir el caragol pirotècnic del Soiuz TMA-12 per a la inspecció. | |
| 15 de juliol 17:08   | 5 hores 54 minuts | 23:02                | Expedition 17 (ISS Pirs)  | Rússia - Sergei Vólkov · Rússia - Oleg Kononenko                                 | Instal·lació d'equips d'acoblament, experiments exposats de rotació | |
| 27 de setembre 08:38 | 22 minuts         | 09:00                | Shenzhou 7                | Xina - Zhai Zhigang (full) · Xina - Liu Boming (stand-up)                        | Prova de vestit espacial, experiment de col·lecta | Primer EVA xinès                                                                                                  |
| 18 de novembre 18:09 | 6 hores 52 minuts | 19 de novembre 01:01 | STS-126 (ISS Quest)       | Estats Units - Heidemarie Stefanyshyn-Piper · Estats Units - Stephen G. Bowen    | Es transfereix el tanc de nitrogen buit de l'ESP3 a la zona de càrrega del transbordador, es transfereixen un nou rotador pel ESP3 per a usos posteriors, es retiren les cobertes tèrmiques en el Kibo Exposed Facility, comença la neteja i lubricació del SARJ, i substitució de les seves 11 conjunts de coixinets. | |
| 20 de novembre 17:58 | 6 hores 45 minuts | 21 de novembre 00:43 | STS-126 (ISS Quest)       | Estats Units - Heidemarie Stefanyshyn-Piper · Estats Units - Robert S. Kimbrough | Es mouen els carros del CETA des del cantó d'estribord del Mobile Transporter per al costat de babord, es lubrica el braç robòtic de l'estació, es continua netejant i lubricant l'estribord del SARJ | És el desè aniversari de l'ISS                                                                                    |
| 22 de novembre 18:01 | 6 hores 57 minuts | 23 de novembre 00:58 | STS-126 (ISS Quest)       | Estats Units - Heidemarie Stefanyshyn-Piper · Estats Units - Stephen G. Bowen    | Es finalitza la neteja i lubricació del dels TBA en l'estribord del SARJ. | |
| 24 de novembre 18:24 | 6 hores 7 minuts  | 25 de novembre 00:31 | STS-126 (ISS Quest)       | Estats Units - Stephen G. Bowen · Estats Units - Robert S. Kimbrough             | Es completa la substitució dels coixinets d'estribord del SARJ, es lubricat a babord del SARJ, s'instal·la una càmera de video, es reinstal·la la coberta tèrmica en el mecanisme del Kibo External Facility, es realitza manteniment en el braç robòtic del Kibo, s'instal·len passamans de passeig espacial al Kibo, s'instal·la una antena de Global Positioning Satellite (GPS) en el Kibo, es fotografien els radiadors, i també els sistemes de cables. | |
| 23 de desembre 00:51 | 5 hores 38 minuts | 06:29                | Expedition 18 (ISS Pirs)  | Estats Units - Michael Fincke · Rússia - Iuri Lontxakov                          | Instal·lació dels experiments sonda Langmuir, EXPOSE-R i IPI-SM. | Es fracassa en la instal·lació de l'EXPOSE-R                                                                      |

## Resum de llançaments orbitals

### Per país
| País                           | Llançaments | Reeixits | Errors | Errors Parcials | Comentaris                          |
| ------------------------------ | ----------- | -------- | ------ | --------------- | ----------------------------------- |
| Europa - Europa                | 6           | 6        | 0      | 0               |                                     |
| Índia                          | 3           | 3        | 0      | 0               |                                     |
| Nacions Unides - Internacional | 6           | 6        | 0      | 0               | Sea Launch, Land Launch             |
| Iran                           | 1           | 0        | 1      | 0               | Primer intent de llançament orbital |
| Japó                           | 1           | 1        | 0      | 0               |                                     |
| República Popular de la Xina   | 11          | 11       | 0      | 0               |                                     |
| Rússia/ CEI - CIS              | 26          | 25       | 0      | 1               |                                     |
| Estats Units                   | 14          | 13       | 1      | 0               |                                     |

### Per coet

#### Per família
| Família                | País                         | Llançaments | Reeixits | Errors | Errors parcials | Comentaris    |
| ---------------------- | ---------------------------- | ----------- | -------- | ------ | --------------- | ------------- |
| Ariane                 | Europa                       | 6           | 6        | 0      | 0               |               |
| Atlas                  | Estats Units                 | 2           | 2        | 0      | 0               |               |
| Delta                  | Estats Units                 | 5           | 5        | 0      | 0               |               |
| Energia                | Ucraïna                      | 6           | 6        | 0      | 0               |               |
| H-II                   | Japó                         | 1           | 1        | 0      | 0               |               |
| Falcon                 | Estats Units                 | 2           | 1        | 1      | 0               |               |
| Llarga Marxa           | República Popular de la Xina | 11          | 11       | 0      | 0               |               |
| Pegasus                | Estats Units                 | 2           | 2        | 0      | 0               |               |
| R-7                    | Rússia                       | 10          | 10       | 0      | 0               |               |
| R-14                   | Rússia                       | 3           | 3        | 0      | 0               |               |
| R-36                   | Ucraïna                      | 2           | 2        | 0      | 0               |               |
| Safir                  | Iran                         | 1           | 0        | 1      | 0               | Vol inaugural |
| SLV                    | Índia                        | 3           | 3        | 0      | 0               |               |
| Transbordador espacial | Estats Units                 | 4           | 4        | 0      | 0               |               |
| Universal Rocket       | Rússia                       | 11          | 10       | 0      | 1               |               |

#### Per tipus
| Coet                   | País                         | Família                | Llançaments | Reeixits | Errors | Errors parcials | Comentaris    |
| ---------------------- | ---------------------------- | ---------------------- | ----------- | -------- | ------ | --------------- | ------------- |
| Ariane 5               | Europa                       | Ariane                 | 6           | 6        | 0      | 0               |               |
| Atlas V                | Estats Units                 | Atlas                  | 2           | 2        | 0      | 0               |               |
| Delta II               | Estats Units                 | Delta                  | 5           | 5        | 0      | 0               |               |
| Dnepr                  | Ucraïna                      | R-36                   | 2           | 2        | 0      | 0               |               |
| H-IIA                  | Japó                         | H-II                   | 1           | 1        | 0      | 0               |               |
| Falcon 1               | Estats Units                 | Falcon                 | 2           | 1        | 1      | 0               |               |
| Kosmos                 | Rússia                       | R-12/R-14              | 3           | 3        | 0      | 0               |               |
| Llarga Marxa 2         | República Popular de la Xina | Llarga Marxa           | 4           | 4        | 0      | 0               |               |
| Llarga Marxa 3         | República Popular de la Xina | Llarga Marxa           | 4           | 4        | 0      | 0               |               |
| Llarga Marxa 4         | República Popular de la Xina | Llarga Marxa           | 3           | 3        | 0      | 0               |               |
| Molniya                | Rússia                       | R-7                    | 1           | 1        | 0      | 0               |               |
| Pegasus                | Estats Units                 | Pegasus                | 2           | 2        | 0      | 0               |               |
| Proton                 | Rússia                       | Universal Rocket       | 10          | 9        | 0      | 1               |               |
| PSLV                   | Índia                        | SLV                    | 3           | 3        | 0      | 0               |               |
| Safir                  | Iran                         | Safir                  | 1           | 0        | 1      | 0               | Vol inaugural |
| Soiuz                  | Rússia                       | R-7                    | 9           | 9        | 0      | 0               |               |
| Transbordador espacial | Estats Units                 | Transbordador espacial | 4           | 4        | 0      | 0               |               |
| UR-100                 | Rússia                       | Universal Rocket       | 1           | 1        | 0      | 0               |               |
| Zenit                  | Ucraïna                      | Energia                | 6           | 6        | 0      | 0               |               |

#### Per configuració
| Coet                   | País                         | Type                   | Llançaments | Reeixits | Errors | Errors parcials | Comentaris                |
| ---------------------- | ---------------------------- | ---------------------- | ----------- | -------- | ------ | --------------- | ------------------------- |
| Ariane 5ES             | Europe                       | Ariane 5               | 1           | 1        | 0      | 0               | Vol inaugural             |
| Ariane 5ECA            | Europe                       | Ariane 5               | 5           | 5        | 0      | 0               |                           |
| Atlas V 411            | Estats Units                 | Atlas V                | 1           | 1        | 0      | 0               |                           |
| Atlas V 421            | Estats Units                 | Atlas V                | 1           | 1        | 0      | 0               |                           |
| Delta II 7320          | Estats Units                 | Delta II               | 1           | 1        | 0      | 0               |                           |
| Delta II 7420          | Estats Units                 | Delta II               | 2           | 2        | 0      | 0               |                           |
| Delta II 7920H         | Estats Units                 | Delta II               | 1           | 1        | 0      | 0               |                           |
| Delta II 7925          | Estats Units                 | Delta II               | 1           | 1        | 0      | 0               |                           |
| Dnepr-1                | Ucraïna                      | Dnepr                  | 2           | 2        | 0      | 0               |                           |
| H-IIA 2024             | Japó                         | H-IIA                  | 1           | 1        | 0      | 0               |                           |
| Falcon 1               | Estats Units                 | Falcon 1               | 2           | 1        | 1      | 0               | Primer llançament reeixit |
| Kosmos-3M              | Rússia                       | Kosmos                 | 3           | 3        | 0      | 0               |                           |
| Llarga Marxa 2C        | República Popular de la Xina | Llarga Marxa 2         | 1           | 1        | 0      | 0               |                           |
| Llarga Marxa 2D        | República Popular de la Xina | Llarga Marxa 2         | 2           | 2        | 0      | 0               |                           |
| Llarga Marxa 2F        | República Popular de la Xina | Llarga Marxa 2         | 1           | 1        | 0      | 0               |                           |
| Llarga Marxa 3A        | República Popular de la Xina | Llarga Marxa 3         | 1           | 1        | 0      | 0               |                           |
| Llarga Marxa 3B        | República Popular de la Xina | Llarga Marxa 3         | 1           | 1        | 0      | 0               |                           |
| Llarga Marxa 3B/E      | República Popular de la Xina | Llarga Marxa 3         | 1           | 1        | 0      | 0               |                           |
| Llarga Marxa 3C        | República Popular de la Xina | Llarga Marxa 3         | 1           | 1        | 0      | 0               | Vol inaugural             |
| Llarga Marxa 4B        | República Popular de la Xina | Llarga Marxa 4         | 2           | 2        | 0      | 0               |                           |
| Llarga Marxa 4C        | República Popular de la Xina | Llarga Marxa 4         | 1           | 1        | 0      | 0               |                           |
| Molniya-M/2BL          | Rússia                       | Molniya                | 1           | 1        | 0      | 0               |                           |
| Pegasus-XL             | Estats Units                 | Pegasus                | 2           | 2        | 0      | 0               |                           |
| Proton-K/DM-3          | Rússia                       | Proton                 | 1           | 1        | 0      | 0               |                           |
| Proton-M/DM-2          | Rússia                       | Proton                 | 2           | 2        | 0      | 0               |                           |
| Proton-M/Briz-M        | Rússia                       | Proton                 | 7           | 6        | 0      | 1               |                           |
| PSLV-C                 | Índia                        | PSLV                   | 1           | 1        | 0      | 0               |                           |
| PSLV-CA                | Índia                        | PSLV                   | 1           | 1        | 0      | 0               |                           |
| PSLV-XL                | Índia                        | PSLV                   | 1           | 1        | 0      | 0               | Vol inaugural             |
| Rókot/Briz-KM          | Rússia                       | UR-100                 | 1           | 1        | 0      | 0               |                           |
| Safir                  | Iran                         | Safir                  | 1           | 0        | 1      | 0               | Vol inaugural             |
| Soiuz-2.1b             | Rússia                       | Soiuz                  | 1           | 1        | 0      | 0               |                           |
| Soiuz-FG               | Rússia                       | Soiuz                  | 2           | 2        | 0      | 0               |                           |
| Soiuz-FG/Fregat        | Rússia                       | Soiuz                  | 1           | 1        | 0      | 0               |                           |
| Soiuz-U                | Rússia                       | Soiuz                  | 5           | 5        | 0      | 0               |                           |
| Transbordador espacial | Estats Units                 | Transbordador espacial | 4           | 4        | 0      | 0               |                           |
| Zenit-3SL              | Ucraïna                      | Zenit                  | 5           | 5        | 0      | 0               |                           |
| Zenit-3SLB             | Ucraïna                      | Zenit                  | 1           | 1        | 0      | 0               | Vol inaugural             |

### Per zona de llançament
| Lloc            | País                           | Llançaments | Reeixits | Errors | Errors parcials | Comentaris                                          |
| --------------- | ------------------------------ | ----------- | -------- | ------ | --------------- | --------------------------------------------------- |
| Baikonur        | Kazakhstan                     | 19          | 18       | 0      | 1               |                                                     |
| Cape Canaveral  | Estats Units                   | 3           | 3        | 0      | 0               |                                                     |
| Dombarovsky     | Rússia                         | 1           | 1        | 0      | 0               |                                                     |
| Jiuquan         | República Popular de la Xina   | 3           | 3        | 0      | 0               |                                                     |
| Kapustin Iar    | Rússia                         | 1           | 1        | 0      | 0               |                                                     |
| Kennedy         | Estats Units                   | 4           | 4        | 0      | 0               |                                                     |
| Kwajalein Atoll | Illes Marshall                 | 4           | 3        | 1      | 0               | Dos llançaments van ser utilitzats amb el Stargazer |
| Kourou          | França                         | 6           | 6        | 0      | 0               |                                                     |
| Ocean Odyssey   | Nacions Unides - International | 5           | 5        | 0      | 0               |                                                     |
| Plesetsk        | Rússia                         | 6           | 6        | 0      | 0               |                                                     |
| Satish Dhawan   | Índia                          | 3           | 3        | 0      | 0               |                                                     |
| Semnan          | Iran                           | 1           | 0        | 1      | 0               | Primer intent de llançament orbital                 |
| Taiyuan         | República Popular de la Xina   | 4           | 4        | 0      | 0               |                                                     |
| Tanegashima     | Japó                           | 1           | 1        | 0      | 0               |                                                     |
| Vandenberg      | Estats Units                   | 4           | 4        | 0      | 0               |                                                     |
| Xichang         | República Popular de la Xina   | 4           | 4        | 0      | 0               |                                                     |

### Per òrbita
| Règim orbital             | Llançaments | Reeixits | Errors | Aconseguits Accidentalment | Comentaris                                                 |
| ------------------------- | ----------- | -------- | ------ | -------------------------- | ---------------------------------------------------------- |
| Òrbita terrestre baixa    | 36          | 34       | 2      | 0                          | 11 cap a l'ISS                                             |
| Òrbita terrestre mitjana  | 4           | 4        | 0      | 1                          |                                                            |
| Geosíncrona/transferència | 25          | 24       | 1      | 0                          |                                                            |
| Òrbita terrestre alta     | 4           | 4        | 0      | 0                          | Incloent-hi les òrbites de transferència lunar i de molnia |